# منبع‌شناسی تاریخ ماد و هخامنشی

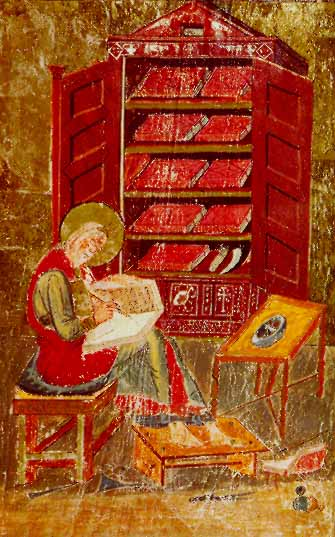
تصویری نقاشی شده از عزرا

منابع تاریخی دربارهٔ تاریخ ماد و هخامنشی بر چندین دسته‌اند.
با پیروزی در خاورنزدیک باستان، ایرانیان با فرهنگی آشنا شدند که داستان‌های شفاهی را به شکل نوشته درآورند. این چندین بهبودی را منجر شد. اول، ایرانیان شروع به ثبت رکوردهای رخدادهای تاریخی کردند که بهترین نمونهٔ آن، استوانه کوروش، سنگ نوشتهٔ داریوش در بیستون و نسخه‌های آرامی آن که به استان‌های شاهنشاهی فرستاده شد. این کار برای این بود که خوانندگان متقاعد شوند، پارس‌ها برگزیدگان الهی هستند که وظیفه‌شان، آوردن برابری، نظم و آسایش برای مردم جهان است.
امروزه هیچ کتاب تاریخی از دوره‌های ماد، هخامنشی، سلوکی، اشکانی و ساسانی در دست نیست، و تنها تالیف رسمی تاریخی، یعنی خدای‌نامه که حاوی گزارش مشروح تاریخ ایران از کیومرث تا پایان پادشاهی خسروپرویز بوده، به ظاهر در عهد فرمانروایی یزدگرد سوم تدوین شده است. اما این بدان معنی نیست که ایرانی‌ها از مقولۀ تاریخ بی خبر بوده‌اند. لوح‌های اداری در تخت جمشید به زبان ایلامی، نشان‌دهندۀ آن است که نوعی دیوانسالاری پیشرفته در دربار هخامشنی، با منشاء بابلی رواج داشته است.
برای روشن کردن جنبه‌های اساسی اجتماعی-اقتصادی باید از منابع دیگر — اسناد بابلی، مصری، آرامی و عیلامی — نیز استفاده کنیم. متون آرامی در این بین اهمیت ویژه‌ای دارند. تا پیش از فتوحات ایرانیان به میزان گسترده‌ای در خاورمیانه به این زبان سخن می‌گفتند و شاید به همین دلیل بود که فاتحان جدید آن را به عنوان مهم‌ترین زبان اداری امپراتوری پذیرفتند. مدارکی در مورد استفاده از زبان آرامی در تخت جمشید، بابل، مصر، سواحل شرقی مدیترانه و آسیای صغیر در اختیار داریم. این واقعیت که زبان آرامی در دوره یونانی مآبی در ایالات شرقی امپراتوری هخامنشی مورد استفاده قرار می‌گرفته و بعدها پارتیان نیز از خط آرامی برای نوشتن زبان‌های ایرانی میانه استفاده می‌کرده‌اند نشان می‌دهد که دستگاه دیوانسالاری هخامنشی زبان آرامی را در تمامی طول و عرض سرزمین‌های امپراتوری به کار می‌برده‌است.
مهم‌ترین متونی که در رسیدن به دیدگاهی دقیق در مورد شیوهٔ کار امپراتوری هخامنشی نقش اساسی دارند، دو گروه از متون عیلامی به دست آمده از تخت جمشید هستند. گروه نخست به سال‌های ۴۹۲ و ۴۵۸ یعنی اواخر سلطنت داریوش یکم (۵۲۲–۴۸۶ پیش از میلاد) و سال‌های آغازین پادشاهی اردشیر یکم (۴۶۵–۴۲۳/۴۲۴ پیش از میلاد) تعلق دارد و مربوط به پرداخت نقره به بیش از یکصد کارگر به جای جیره منظم آن‌ها است. این کتیبه‌ها را در ساختمانی در صفه کاخ یافتند که به عنوان گنجینه یا خزانه شناخته می‌شد و از این رو به «متن گنجینه‌ای» معروف شده‌اند. گروه دیگر که تعدادشان بسیار بیش‌تر از گروه نخست است در نزدیکی استحکامات شمال غربی تخت جمشید پیدا شده‌است. این «متون استحکاماتی» حاوی مجوزهایی برای انواع جیره‌های غذایی کارگران (زنان، مردان و کودکان)، کارکنان قربانگاه‌ها و اشراف بلندمرتبه پارسی - حتی یکی از ملکه‌های داریوش به نام آرتیستون - است. تاریخ آن‌ها به دورهٔ ۵۰۹–۴۹۴ پیش از میلاد تعلق دارد. این اسناد برای پی بردن به نظام کاری، تولیدات کشاورزی، زمین‌داری، جمعیت‌شناسی، رژیم غذایی، نحوه اسکان در منطقهٔ فارس و سازماندهی و تدارک سفر در امپراتوری هخامنشی بسیار غنی و مفیدند. تاکنون حدود ۲۲۰۰ متن از این مجموعه معتبر به چاپ رسیده‌است. نسخه‌های حدود دو هزار متن دیگر هم وجود دارد و تعداد بسیار زیادی از متون و قطعه‌ها (موجود در مؤسسه شرقی شیکاگو) که هنوز تحت مطالعه قرار دارند نیز در دست انتشارند. متون «گنجینه‌ای» و «استحکاماتی» بخشی از نظام مالی و اداری دربار هخامنشی را منعکس می‌سازند و این که چرا شامل دوره‌های بعد نمی‌شوند به درستی روشن نیست. شاید علت این بوده که مکاتبات اداره خزانه‌داری یا دارایی به خط آرامی تغییر کرده و متون را روی مواد فاسد شدنی ثبت می‌کرده‌اند و از این رو اسناد بعد محفوظ نمانده‌اند.
بایگانی مهم دیگر اسناد (مکتوب به زبان اکدی) به نیپور در بابل تعلق دارد و تاریخ آن مربوط به نیمهٔ دوم قرن پنجم پیش از میلاد است. این اسناد، معاملات شرکت تجارتی بزرگ بابلی به نام خانواده موراشو را منعکس می‌سازند که اجاره و اداره اقطاعات نظامی به سربازان و معاملات املاک متعلق به اعضای خانواده سلطنتی و کارکنان بلندپایهٔ دربار را به عهده داشت و به معاملات بازرگانی نیز می‌پرداخت. از طریق این اسناد می‌توان به بعضی جنبه‌های اساسی و حیاتی عملکرد امپراتوری هخامنشی که در سراسر قلمرو این امپراطوری نیز بازتاب می‌یافت پی‌برد. متون آرامی به دست آمده از مصر نیز تقریباً معاصر با اسناد موراشور هستند. این متون از سه محل متفاوت به دست آمده‌اند: یکی از آن‌ها مجموعه‌ای عظیم و پراکنده از پاپیروس‌ها و بقایای ظروف سفالی است (که اکنون در موزه‌های جهان پراکنده‌اند) و به جماعت کوچک سربازان یهودی و خانواده‌های ایشان تعلق دارد که در پادگان مرزی هخامنشی در جزیره الفانتین (آسودان) خدمت می‌کردند. در این متون بعضی رویدادهای فردی خانوادگی و نیز زندگی مذهبی سربازان یهودی و روابط آن‌ها با مقامات ایرانی با روشنی بسیار بیان شده‌اند. گروه کوچک‌تر دیگر که از هرموپولیس یا اشمونیه به دست آمده‌اند عبارتند از نامه‌های سربازان به خانواده‌هایشان در جنوب. قطعه‌هایی از یک بایگانی دیوانسالاری ایران در سقره در نزدیکی ممفیس پیدا شده‌است که حدود ۲۰۲ قطعه از متون آن به زبان آرامی است؛ ولی بیش‌تز آن‌ها که هنوز هم چاپ نشده‌اند به مصری رایج در آن زمان هستند. متأسفانه در طول زمان خسارت فراوان دیده‌اند، با این حال اطلاعات مهمی دربارهٔ زمامداری در مصر در اختیار می‌گذراند. مهم‌ترین آن‌ها کیسه‌ای محتوی مجموعه‌ای از نامه‌های مهر شده‌است که بر روی چرم نوشته شده‌اند. متأسفانه این نامه‌ها از بازار عتیقه فروشان به دست آمده‌اند و کاشف آن‌ها دقیقاً مشخص نیست. اسناد حفظ شده (اکنون در کتابخانه بادلیان آکسفورد) که حاوی مکاتبات میان آرشام، مصر و ساتراپ شناخت جزئیات (شهربان یا استاندار) مباشر املاک اوست، ساختار املاک اجاره‌ای بزرگ را امکان‌پذیر می‌سازد. البته این‌ها فقط مهم‌ترین و بزرگ‌ترین اسناد هستند و مجموعه‌های کوچک‌تر (نظیر پاپیروس‌های آرامی متعلق به سامریه) و یافته‌های پراکنده‌تر به گستردگی اسناد کمک می‌کنند.
باستان‌شناسان همهٔ مناطق امپراتوری هخامنشی را کاوش نکرده‌اند. مکان‌های عمدهٔ حفاری و مطالعه شده در مورد دورهٔ هخامنشی مراکز بزرگ سلطنتی این سلسله در ایران هستند؛ همچون پاسارگاد، تخت جمشید، شوش و گورهای سنگی (در نقش رستم و تخت جمشید). اما اخیراً به مکان‌هایی که مدت طولانی تحت تسلط هخامنشیان قرار داشته‌اند مانند سارد در لیدی و مستعمرات هخامنشی در سواحل شرقی مدیترانه و آسیای مرکزی توجه بیشتری شده‌است. بسیاری از مکان‌هایی که به عنوان مراکز مهم دوره هخامنشی شهرت دارند اکنون به وسیله شهرهای مدرن و وسیع پوشیده شده‌اند و این امر، حفاری را بسیار دشوار می‌سازد. این نکته در مورد آربلا (اربیل امروزی) در شمال عراق، دمشق و همدان (اکباتان باستانی) مصداق دارد. تعدادی آثار تاریخی ایرانی در غرب ترکیه کشف شده که حاکی از حضور ایرانیان یا مقامات محلی تحت نفوذ دربار پارس در آنجاست. اسناد به دست آمده از غرب آسیای صغیر و فنیقیه به ویژه نمایانگر تعامل فرهنگی غنی و عظیمی است که در قلمرو امپراتوری هخامنشی وجود داشته‌است؛ به خصوص تأثیر عمیق هنر یونانی که از زمان امپراتوری ایران آغاز می‌شود چشمگیر است.
اسناد و مدارک زیادی برای شناخت بیشتر شاهنشاهی ایران وجود دارد اما استفاده از آن‌ها همیشه آسان نیست. ما برای بازسازی تاریخ سیاسی ایران (پس از دهه‌های نخست) وابستگی زیادی به مورخان یونانی داریم که معمولاً علاقه‌های آن‌ها به شمال غربی محدود می‌شده و از جهتی نیز بیگانه و دشمن ایرانیان محسوب می‌شده‌اند؛ بنابراین تصویری که ارائه می‌دهند تحریف شده و ناقص است. اسناد اداری فراوانی از فارس، بابل و مصر در دسترس است، اما این اسناد از لحاظ تاریخی به قرن پنجم قبل از میلاد محدود می‌شوند؛ از قرن چهارم قبل از میلاد، یعنی پیش از حمله اسکندر، اسناد بسیار اندکی در دست است. مناطق شرقی امپراتوری بسیار کم شناخته شده‌اند؛ و اسناد باستان‌شناسی نیز که یگانه منابع ما به‌شمار می‌روند، در تفسیرشان اختلاف نظر زیادی وجود دارد.
هخامنشیان برای ثبت وقایع تاریخی اهمیت ویژه‌ای قائل بودند. وقایع تاریخی به گونۀ شفاهی یا به شیوه ثبت و نگه داری اسناد رسمی، نسل به نسل به دوره‌های بعدی انتقال می‌یافت. وجود ده‌ها کتیبۀ بزرگ و کوچک به زبان فارسی باستان از عهد هخامنشی که در آنها سلسله نسب شاهان، سرزمین‌های تحت تصرف آنها، رویدادهای مهم دوران فرمانروایی ایشان، و برخی اگاهی های ارزنده مربوطط به آن عهد مندرج است، می تواند شاهد روشنی بر وجود سنت تاریخ‌نویسی در آن زمان باشد. افزون بر کتیبه‌های مذکور، برخی از تاریخ نگاران باستان نظیر هرودوت (کتاب یکم، 108، 122) از وجود خدای‌نامه‌ها و روایات شفاهی در دورۀ همامنشی گزارش داده‌اند که دربرگیرندۀ سرگذشت افسانه‌آمیز شاهان بوده است. همچنین کتاب عزرا (باب 5-6) گزارش می‌دهد که گروهی از روحانیون یهودی طی نامه‌ای از داریوش هخامنشی درخواست کردند تا در کتابخانه شاهی جستجو شود و فرمانی را که کوروش بزرگ درباره بازسازی معبد سلیمان صادر کرده بود، بیابند. به دستور داریوش جستجو شد و چنین فرمانی را یافتند. شاید هرودوت نیز از چننین بایگانی‌هایی (که وجود آنها در بعضی از استان‌های هخامنشی گزارش شده است) برای تهیه و تنظیم مطالب مربوط به خراج‌گزاری‌ها استفاده کرده باشد. در کتاب استر نیز به وقایع‌نامۀ شاهی در عصر هخامنشی اشاره شده که محتوای حوادث زندگی شاه و خانوادۀ او بوده و آگاهی‌هایی دربارۀ دارایی‌های او به دست می‌داده است.
هنگامی که پلوتارک از نبرد دریایی سالامیس، در جنگ ایرانی ها با یونانی ها سخن می‌راند، می نویسند:« خشایارشا بر تختی از زر نشسته بود و گروهی از دبیران برای نوشتن شرح آن نبرد در خدمت او حضور داشتند.» این نکته و دیگر شواهد موجود موجود نظیر کتیبه های هخامنشی نمایانگر آن است که شاهان هخامنشی به ثبت وقایع و رخدادهای مهم توجه خاصی داشته اند. دیودور سیسیلی گزارش داده است که کتزیاس، به پوست‌نوشته‌های شاهی (دفتر شاهی) دسترسی داشته است. پارسی‌ها بر اساس برخی از آئینن‌های درباری، رویدادهای گذشته را بر این پوست‌نوشته‌ها ثبت می‌کردند. نیز به روایتی، هنگامی که به درخواست آنتیخوس سوم، رئیس جوامع هیرکانی با او از امتیازهای جامعه خود در دوران فرمانروایی پارسی‌ها در آسیا گفتگو می‌کرده، یک بایگان (خاطره‌نویس) شاهی در آن گفتگو حضور داشته است.
هجوم اسکندر مقدونی و ازهم‌گسیختگی سیاسی و نظامی شاهنشاهی هخامنشی، موجب از میان رفتن آثار مدون تاریخی و بایگانی اسناد رسمی دولتی در امپراتوری هخامنشی شد. دفترها و سالنامه‌هایی که تاریخ‌نگاران باستان و کتاب مقدس و بسیاری شواهد دیگر وجود آنها را تائید کرده‌اند و معمولاً در دربار نگه‌داری می‌شدند، با فروپاشی شاهنشاهی هخامنشی در معرض نابودی قرار گرفتند و به دست اسکندر و جانشینان او به تاراج رفتند.

## تاریخ یهودی
کتاب عهد عتیق دو چهرهٔ متفاوت از شاهان ایران برای ما به ارث گذاشته‌است. این شاهان در کتاب عزرا و نحمیا مرمت کنندگان معبد اورشلیم و حامیان کیش یهوه معرفی شده‌اند، گرچه اشکالات تاریخی فراوانی بر این متون وارد است؛ ولی تصویری که از شاهان ایران ارائه شده تصویری مثبت است چون شاهان پارس همعصر با «معبد دوم» بوده و فرمان بازگشت تبعیدیان یهودی را از بابل صادر کرده‌اند. اما در کتاب استر که تقریباً بی‌گمان در دوره هلنیستی یا یونانی مآبی (قرن دوم) نوشته شده‌است، تصویر زندگی درباری ایران مشابه آن چیزی است که در نوشته‌های یونانی دیده می‌شود.
سه دسته متن وجود دارد که در آن‌ها اشاره مستقیمی به شاهان هخامنشی شده‌است:
1. قسمت‌هایی در کتاب اشعیاء دوم (باب‌های ۴۰ تا ۵۵) که در آن‌ها دقیقاً از کوروش نام برده شده‌است.[۱۴]
2. مطالب کتاب حَجی و زکریا ۱–۸ که در آن‌ها از داریوش نام برده شده و در کنار اشاراتی احتمالی به چارچوبی تاریخ شده‌است.[۱۵]
3. روایات کتاب‌های عزرا و نحیما که اشاره‌هایی در چارچوب‌های پرشمار و متفاوت به کوروش و داریوش و اردشیر دارند که هویت شاه آخری کاملاً روشن نیست (چون در دودمان هخامنشی سه پادشاه با نام اردشیر فرمانروایی کرده‌اند)، با این حال این نکته برای هدفی که ما در نظر داریم تأثیری ندارد.[۱۶]

### کتاب حبقوق و ناحوم
کتاب پیامبران ناحوم و حبقوق، کسانی که تقریباً در قرن ۷ پیش از میلاد زیستند، سقوط قریب‌الوقوع آشوری‌ها را توصیف کردند. ناحوم بلای ناگهانی منتظره نینوا، که ماد و بابل را در ۶۱۲ پ م را فتح کرد، و حبقوق دربارهٔ فتح آشور در ۶۱۴ پ م توسط مادها اطلاع می‌دهد. احتمالاً، هر دو این پیامبر متعلق به زمان آشوری‌ها می‌شدند که تا آن زمان پایدار بود ولی سرنوشتش قطعی شده بود.

### کتاب ارمیا و اشعیا
کتاب اشعیا، یکی از کتاب‌های عبری عهد عتیق است. این کتاب بنابر نظر گسترده کارشناس‌ها به دو بخش تقسیم شده‌است: ۱- فصل‌های ۱–۳۹، زمان پیامبر اشعیا پسر آموز در طی حکمرانی اوزیه، جُثَم، اَهَز شاهان جودیه در اواخر قرن ۸ ام و اوایل قرن ۷ ام پیش از میلاد زندگی می‌کرد. ۲- فصل‌های ۴۰–۶۶ که به پیامبر دیگری متعلق است که اسمش ثبت نشده‌است. این شخص در زمانی که شاه نبوکدنضر بابلی مردم یهودیه را در سال‌های ۵۸۷–۵۸۲ پ. م به بابل تبعید کرد. برخی از پژوهشگران کتاب را به قسمت‌های بیشتری تقسیم کردند که قسمت سوم را به فصل‌های آخر کتاب و پیامبر سومی اختصاص دادند، که به نظر قانع‌کننده نیست. نویسنده قسمت دوم کتاب اشعیا را پژوهشگران، نویسنده اشعیا ثانی (Deutero-Isaiah) نامیده‌اند. او در بین جمعیت یهودی که در یهودیه حتی پس از تبعید باقی‌مانده بودند، فعال بود. قسمت دوم کتاب اشعیا به تاریخ ایران مربوط است، چرا که او علاقه به پدیدار شدن امپراتوری پارسی و کوروش دوم، شاهی که با اصطلاح‌های نیک اشاره شده‌است، اذعان می‌کند.
فصل‌های ۴۰ تا ۵۵ کتاب اشعیا (اشعیای تثنیه) حوادث سال‌های حدود ۵۳۹–۵۴۷ پ م را توصیف می‌کند. زمانی که نزول حکومت نئوبابلی و میانرودان توسط ارتش پارسی آغاز شده بود یا آماده شده بودند تا با او بجنگند. این فصل‌ها، امیدواری برای نابودی قدرت بابل توسط کوروش و اجازه بازگشت یهودیان دستگیرشده به سرزمینشان و بازسازی معبد اورشلیم را بیان می‌کند. بخش‌های اصلی فصل ۵۶ تا ۶۶ از کتاب اشعیا (Trito-Isaiah) متعلق به دوره حکمرانی پارسیان و مربوط به جمع‌آوری معبد تا قبل از اصلاحات دوران عزرا و نحیما است.
تقسیمات فرعی دقیق متن کتاب اشعیای نبی باب ۴۴ و ۴۵ کماکان مورد اختلاف نظر است اما قسمت‌هایی از باب ۴۴ تا باب ۴۵ آیه ۵ حتی اگر از عناصر جداگانه‌ای ساخته شده باشند اکنون کاملاً به یکدیگر ارتباط دارند. در این قسمت صریحاً از کوروش نام برده شده‌است و او ابزار برگزیده یهوه برای تحقق هدف خداوند دانسته در آزاد کردن یعقوب/اسرائیل، و این مأموریت حتی پیش از زاده شدن کوروش برایش تعیین شده‌است. آیات آغازین در چهارچوب قدرت مطلق خداوند (یهوه) است که به خشک کردن دریاها و رودها برای نجات یهودیان در آغاز اشاره می‌کند تا به بازسازی اورشلیم و شهرهای یهودا پایان گیرد. این نکته (اشعیا باب ۵۱ آیه ۱۰ «آیا تو آن نیستی که که دریای و آب‌های لجه عظیم را خشک کردی») ظاهراً همانند خروج تازه‌ای است و باب ۴۴ آیه ۲۸ اشاره مستقیم به فرمانروای برگزیده که اراده خداوند را تحقق خواهد بخشید[و دربارهٔ کوروش می‌گوید که او شبان من است و تمامی مسرت مرا به اتمام خواهد رسانید] و سپس به بازسازی اورشلیم و معبد اشاره می‌کند: «و دربارهٔ اورشلیم می‌گوید بنا خواهد شد و دربارهٔ هیکل که بنیاد تو نهاده خواهد گشت.» آیه یکم باب ۴۵ لحن روشنتری دارد: کوروش تدهین شده و مسیح خداوند است که خدا دست راست او را می‌گیرد و او را پیاپی بر دشمنان و امت‌ها پیروز می‌گرداند و «به خاطر بنده خود یعقوب و برگزیده خویش اسرائیل» کوروش را به نام می‌خواند: «هنگامی که مرا نشناختی تو را به اسمت خواندم و ملقب ساختم» و می‌افزاید «من کمر تو را بستم هنگامی که مرا نشناختی»: یهوه خداوند یکتاست و هنگامی که کوروش او را نمی‌شناسد، به شاهنشاهی اش می‌رساند تا همه جهان از مشرق و مغرب آن بدانند که سوای من احدی نیست و غیر از من خدایی نیست.»
پیامبران یهودی، هم‌میهنان اسیر خود را دلداری می‌داده‌اند که: «بنا بر پیشگویی ما، بابل به‌زودی سقوط خواهد کرد و آن‌ها به زادگاه خود بازخواهند گشت.» در آغاز قرن شش پیش از میلاد ارمیای نبی پیشگویی کرد که تعداد فراوانی از مادها و مردمان اورارو (آرارات)، مانوی‌ها و بالأخره ستیانی‌ها (آشکنازها) انتقام یهوه را خواهند گرفت و بابل را ویران خواهند کرد. ارمیا با خوشحالی چنین اظهار داشت(۱۱: LI) «سلاح خود را تیز کنید، سپرها را برگیرید. خداوند روح پادشاهان ماد را به تلاطم درآورده‌است؛ زیرا ارادهٔ وی بر این قرار گرفته‌است که بابل را ویران کند… یک دونده می‌دود تا به دیگری برسد یک قاصد می‌رود تا به قاصد دیگر برسد برای گفتن این نکته به شاه بابل که شهر تو از هر گوشه‌ای به تصرف درآمده‌است.» اندکی پس از آن اشعیای نبی چنین پیشگویی کرد (۱۷–۲۲ XIII): «مادها که هیچ چشم‌داشتی به طلا و نقره ندارند» علیه بابل به حرکت در خواهند آمد. این پیامبر اظهار امیدواری کرد که بابل مطلقاً ویران شود. به‌صورتی که حتی چوپان‌ها نیز نتوانند گوسفندان خود را در ویرانه‌های آن بچرانند. هنگامی که پارسیان خود را برای نبرد آماده کردند، اشعیا چنین اظهار داشت(۶ XXII): «ایلامی‌ها ترکش برگرفتند… و کوروش غلاف از سپر خود برداشت»
ولی دشمنان شاهان بابل بیش از ۶۰ سال صبر کردند. فقط هنگامی که مادها و بعد هم لیدی بوسیلهٔ پارسیان شکست خوردند، آن موقعی بود که انبیای یهود بار دیگر خوش‌بینی خود را بدست آوردند. این نکته در کتاب اشعیای نبی منعکس شده‌است، در فصل ۴۰ تا ۴۸ (و ظاهراً در فصول ۴۹ و ۵۵ هم) که نوشتن آن مربوط می‌شود به دوران سقوط لیدی و سقوط بابل به دست پارسیان. پاره‌ای از بخش‌های این فصل با اسناد خطوط میخی در دسترس، هم از نظر روح و هم از نظر محتوا چنان با یکدیگر شباهت دارند (مخصوصاً با استوانه کوروش) که امکان دارد نویسندهٔ کتاب اشعیا قبلاً از کتیبه بابلی با خبر بوده‌است. به ویژه اشعیای نبی (XLV ۱)که مکرراً نام کوروش را می‌برند و او را مسیح و برگزیدهٔ یهوه می‌دانند. وی دربارهٔ کوروش می‌گوید: «وی شبان من است و تمام هدف‌های مرا به انجام خواهد رساند.» و دربارهٔ اورشلیم چنین می‌گوید: «اورشلیم دوباره مسکون خواهد شد.» و دربارهٔ معبد چنین می‌گوید: «بنیان تو استوار خواهد شد.»(X-LIV ۲۸) خداوند به برگزیده‌اش کوروش چنین می‌گوید: «دست راست تو را گرفتم تا ملل مختلف در برابر تو سر تعظیم فرود آورند و جامه‌ها را از تن شاهان برکنند دروازه‌ها را در برابر تو خواهم گشود، من پیشاپیش تو خواهم رفت و کوه‌ها را هموار خواهم کرد. درهای برنزی را شکسته، قطعه قطعه خواهم کرد و میله‌های آهن را خواهم برید.»(XLV 1-2).

### کتاب حزقیال
کتاب حزقیال، کسی که در اوایل قرن ۶ پ م زندگی می‌کرد، شامل اطلاعات مهمی دربارهٔ تاریخ سیاسی خاورنزدیک در زمان خود است.

### کتاب حجی و زکریا

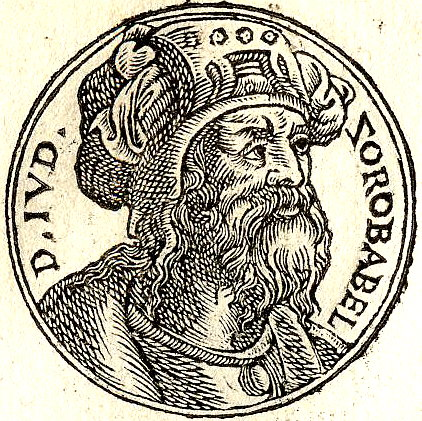
تصویری از زروبابل در کتاب Promptuarii Iconum Insigniorum اثر گولیام روویل

برخی قسمت‌های کتاب حجی دقیقاً تاریخ‌گذاری شده، مخصوصاً با سال دوم سلطنت داریوش بزرگ (بین اوت و دسامبر ۵۲۰ پ م)، هنگامی که پیامبر حجی به حکمران یهودا، زروبابل رسید، روحانی والامقام، و ساکنین اورشلیم با درخواست، اصرار کرد که معبد را تعمیر کند. این کار در کتاب زکریا (معاصر حجی) به اتمام رسید، کسی که ارتباط‌های منطق بین سال دوم تا چهارم سلطنت داریوش بزرگ یعنی ۵۲۰ تا ۵۱۸ پ م برقرار کرد.
در کتاب حَجی و زکریا (۱ تا ۸)، سلسله تاریخ‌های خاص لحظات نوبت و پیشگویی و عمل همگی مربوط به سال‌های اولیه پادشاهی داریوش هستند. در حَجی همه تاریخ‌ها به سال دوم سلطنت او تعلق دارند؛ در زکریا به ساله‌های دوم و چهارم سلطنت داریوش مربوط می‌شوند. در عزرا (باب چهارم) نیز به سال دوم پادشاهی وی اشاره می‌شود.

### کتاب نحمیا و عزرا

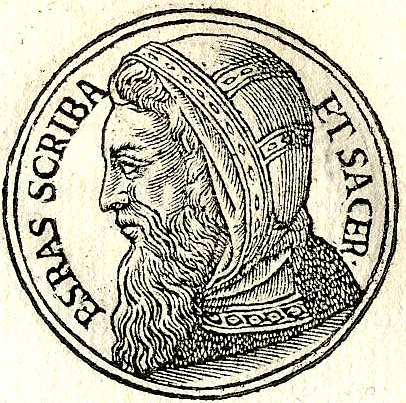
نقاشی از تصویر عزرا در کتاب Promptuarii Iconum Insigniorum

نحمیا و عزرا، دو شخصیت دینی یهودی، از کسانی بودند که پس از بازگشت به شهر اورشلیم (با اجازهٔ کوروش بزرگ و به منظور بازسازی معبد) به مرمت معبد پرداختند. نحمیا یکی از مقامات دربار اردشیر هخامنشی (درازدست ۴۶۵–۴۲۴ پ م) در شوش بود و از سوی شاه به سمت حاکم یهودیه منصوب گردید. عزرا (در قرآن عزیر نامیده شده‌است.) نیز احتمالاً یکی از مشاوران اردشیر اول هخامنشی بود که در ۴۴۵ پ م از او مأموریت یافت به یهودیه سفر کند و به آن شهر سر و سامان دهد.
کتاب عزرا، روحانی تحریرنویس در سال سوم سلطنت اردشیر (احتمالاً اردشیر اول، یعنی ۴۵۸ پ م) حاکم یهودیه شامل ۲ بخش از گزارش‌های آرامی و عبری از فرمان کوروش در سال ۵۳۸، که اجازه داد تا معبد اورشلیم تعمیر گردد. بنابر عقیده مایر توافق شده که بخش آرامی بود عزرا (بخش ۶، آیه ۳–۵)، که زبان امپراتوری هخامنشی بود، اطلاعات موثق مهمتری نسبت به فرمان کوروش به زبان عبری است. بیکرمن، نشان داد که این گزارش اصلی است. تفاوت بین متن آرامی و عبری بدین خاطر است که اولی یادداشت خزانه‌دار سلطنتی است و دومی اعلامیه‌ای است که برای آگاهی یهودیان منتشر شد.
کتاب نحمیا، حاکم یهودیه در ۲۰ مین تا ۳۲ مین سال سلطنت اردشیر (احتمالاً اردشیر اول، یعنی ۴۳۲–۴۴۴ پ م) حاوی مندرجاتی شبیه به کتاب عزراست و در ارتباط با تاریخ یهود مخصوصاً در بازگشت به معبد اورشلیم است. کتاب نحمیا در واقع بخشی از کتاب عزرا بود که در عصر مسیحیت از آن تفکیک شد و در روایت لاتینی آن، به عزرای دوم موسوم شد. نویسندهٔ این کتاب کاهنی ناشناس است که معمولاً «وقایع‌نگار» نامیده شده و خاطرات نحمیا را در سدهٔ چهارم پیش از میلاد تألیف کرده‌است. اصل این متن، گزارشی بوده که نحمیا برای اردشیر اول هخامنشی به زبان آرامی، یعنی زبان رسمی و اداری امپراتوری هخامنشی، تهیه و تدوین نموده‌است. کتاب‌های عزرا و نحمیا در قدیم یک کتاب بوده و پس از ترجمه به لاتین به دو بخش عزرا و نحمیا تقسیم شد. بعدها کتاب‌های عزرای سوم و چهارم نیز نوشته شد، اما مورد پذیرش تورات مسیحی و عبری قرار نگرفت. عزرای سوم که متنی تاریخی است بر اساس کتاب عزرای اول و دوم نگاشته شد و عزرای چهارم نیز که جنبه تاریخی دارد، در هفت بخش به ویرانی معبد اورشلیم توسط نیتوس، امپراتور روم، پرداخته‌است.
در کتاب عزرا آمده‌است: «خداوند روح کوروش پادشاه پارس را برانگیخت تا در تمامی مملکت‌های خود فرمانی نافذ کرد و مرقوم داشت… یهوه خدای آسمان‌ها جمیع مملکت‌های زمین را به من داده و مرا امر فرموده‌است که خانه‌ای برای وی در اورشلیم که در یهودا است، بنا کنم». این گفته شبیه گفته‌های تبلیغاتی استوانه کوروش است. یگانه تفاوت مهم آن است که کوروش در استوانه خود، می‌داند که مردوک او را برگزیده است، ولی در کتاب مقدس گفته می‌شود که کوروش از هنگامی که یهوه را نمی‌شناخته از سوی او برگزیده شده‌است. پیداست که از نظر علم الهیات، متن اشعیای ثانی که بر یکتایی و قدرت مطلقه خداوند تأکید می‌ورزد، بالاتر است. استفاده از اصطلاحات سلطنتی مأنوس یهودی (شبان، مسیح و مسح شده، گرفتن دست راست و خواندن به نام) نمایانگر اختصاص القاب شاهانه یهودی به فرمانروایی بیگانه است. در قالب گسترده‌تر داعیه هخامنشیان در مورد جانشینی در مورد جانشینی دودمان داوود، شاید ناچار باشیم بپذیریم که نوعی پذیرش از سوی یهودیان دربارهٔ خاندان سلطنتی هخامنشی مشاهده می‌شود، اما پذیرشی در مدار قدرت مطلقه یهوه، نه تنها بر یهودا بلکه بر کل عالم.
تفسیر روایات گوناگون در عزرا باب‌های یکم تا ششم همچنان مشکل ساز است. اما با هدفی که فعلاً داریم، اشاره به اطلاعاتی که می‌دهند کافی است. کتاب عزرا باب یکم، (که تقریباً با آیه‌های ۲۲ و ۲۳ باب ۳۶ کتاب دوم تواریخ یکسان است) مربوط به سال یکم پادشاهی کوروش می‌شود و فرمان او را در مورد بازسازی معبد اورشلیم را نمایان می‌کند. بازسازی معبد مورد درخواست و بهره‌برداری کسانی است که اراده کرده یا از سوی خداوند الهام گرفته‌اند که به اورشلیم برگردند؛ و به علاوه همسایگان نیز به ایشان کمک می‌کنند. افزون بر این کوروش فرمان می‌دهد ظروف خانه خداوند را که نبودکنضر از اورشلیم به بابل آورده بود، توسط مهرداد، خزانه دار او، به شیشبصر، رئیس یهودیان تحویل داده شود؛ و این ظروف طلا و نقره همگی به اورشلیم بازگردانده می‌شوند. روایت به خودی خود کامل است و در پایان این باب نیز فهرستی از این ظروف به همراه با اسیرانی که از بابل همران شیشبصر به اورشلیم برمی گردند، ارائه می‌شود. در اینجا جز این سخن دیگری دربارهٔ شیشبصر وجود ندارد.
کوروش در تاریخ ۵۳۸ پیش از میلاد به یهودیان اجازه داد که از اسارت بابلی‌ها بیرون آیند و به زادگاه خود بازگردند و معبد اورشلیم را بازسازی کنند. به‌علاوه کوروش «شش بازار» را که رهبر یهودیان در اسارت بود و از تبار داوود، به عنوان فرماندار منطقهٔ یهودیه منصوب نمود.
این فرمان کوروش در کتاب عزرا به دو زبان آمده‌است، یکی از آن‌ها زبان عبری و دیگری زبان آرامی است. محتوای این دو یکی نیست. کارشناسان و دانشمندان مدت‌ها در این زمینه پژوهش کردند که ببینند کدام یک از این دو متن موثق است. بسیاری از این کارشناسان بر این باور شدند که متن آرامی را ترجیح دهند در حالی که پاره‌ای از دانشمندان بر این باورند که هر دو متن تحریف شده‌اند. بیکرمن نظر دیگری داده‌است که کم و بیش متقاعدکننده‌است. وی می‌گوید ما با دو سند روبرو هستیم که هر یک از دیگری مستقل است و هر دو سند اصیل هستند. بدین معنی که متن آرامی فرمان رسمی دربار شاهی بوده‌است، در حالی که متن عبری طوری تنظیم شده‌است که مسئله رسمیت اورشلیم را نشان می‌دهد تا با سنت محلی توافق داشته باشد.
متن عبری (عزرا I:۱–۸) دربارهٔ فرمان به شرح زیر است: «کوروش بیانیه‌ای در سراسر قلمرو خود صادر کرد و در عین حال آن را به نوشتار درآورد. بدین ترتیب شاه ایران چنین می‌گوید: یهوه خدای آسمان تمام پادشاهی زمین را به من داده‌است، و به من مأموریت داده که برای وی خانه‌ای در اورشلیم بسازم… هرکس بین شما که میل دارد می‌تواند به اورشلیم برود… و کوروش ظرف‌ها را نزد میترِدات خزانه‌دار بود آورد و آن‌ها را به «شش بازار» داد»
متن آرامی (عزرا VI:۱–۵) چنین می‌خواند: «داریوش شاه فرمانی صادر کرد و در بابل در میان بایگانی‌های خزانه‌داری به جستجو پرداختند و در اکباتان پایتخت که در استان ماد است طوماری به یافته شد که بر رویش چنین نوشته شده بود: در نخستین سال سلطنت کوروش شاه، کوروش فرمانی صادر کرد به شرح زیر: در مورد خانهٔ خدا در اورشلیم، این خانه باید بازسازی شود، جایی که قربانیان تقدیم می‌شوند… هزینهٔ این کار از خزانهٔ شاهانه داده می‌شود و نیز باید ظرف‌های طلا و نقرهٔ خانهٔ خدا که نبوکدنصر آن‌ها را از معبد اورشلیم برگرفت و به بابل آورد دوباره به معبد که در اورشلیم است بازگردانده شوند.»

### کتاب دانیال

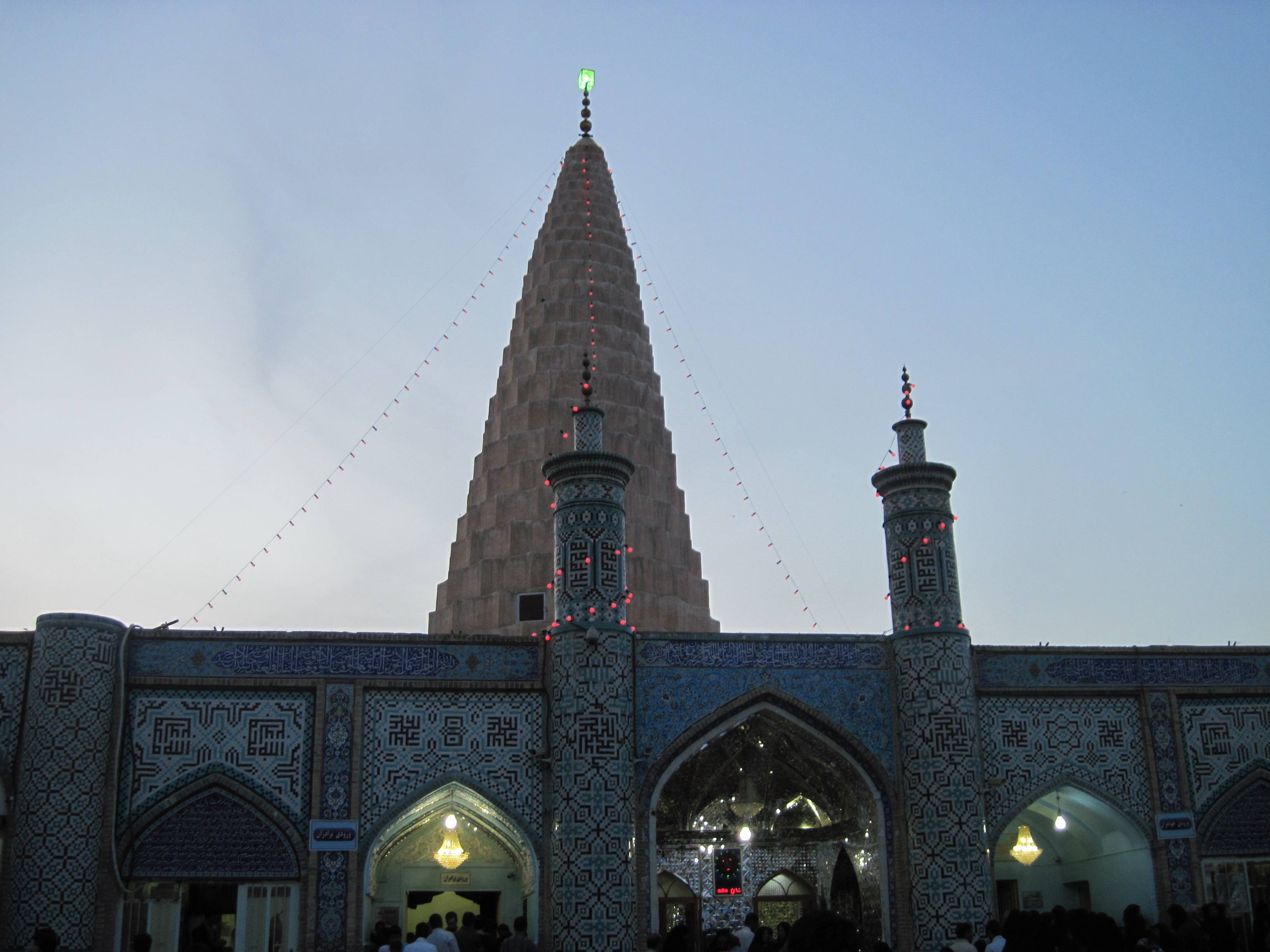
آرامگاه دانیال در شوش

کتاب دانیال، رمان تاریخی دربارهٔ حوادث نیمه دوم قرن ۶ پ م (بیشتر در مورد سقوط پادشاه نئوبابلی در ۵۳۹ پ م) است، ولی خیلی بعدتر، در ۱۶۳–۱۶۷ پ م در طی شکنجه طاقت فرسا مردم محلی یهودیه توسط آنتیوخوس چهارم نوشته شد. از کتاب دانیال ما می‌بینیم که روایت‌های متاخر یهودی دربارهٔ هخامنشی استنادناپذیر است. به عنوان مثال، گفته شده که سلسله هخامنشی ۵۲ سال طول کشید در حالی که در حقیقت، ۲۲۸ سال طول کشید. جانشینی پادشاه گیج‌کننده تر است، بنابر روایات، داریوش مادی، پسر خشایارشا، در سن ۶۲ سالگی به پادشاهی دست یافت که جانشین او کوروش بود.
کتاب دانیل در شکل امروزی به دو بخش تقسیم شده‌است. بخش نخست شامل شش فصل است و به زندگی دانیال نبی در بابل و هنگامی که قوم بنی اسرائیل در اسارت به سر می‌بردند، اختصاص دارد. در باب پنجم از بخش اول کتاب، دانیال ضمن تعبیر خواب پادشاه بابل، بلتشصر، نبودکدنصر، ماجرای فتح آن کشور به وسیله هخامنشیان و انقراض دولت بابل را برای وی پیش‌بینی کرده‌است.
بخش دوم این کتاب شامل پیش‌بینی سرنوشت قوم یهود در دوران سلوکیان است. افزون بر این، پیش‌بینی‌های اشمل دوران فرمانروایی مادها و پارس‌ها تا سده ششم و پنجم م می‌شود و بدین ترتیب، اگرچه اطلاعات تاریخی ارائه شده در آن نادرستند، اما حائز اهمیت هستند. به نظر می‌رسد مؤلف کتاب، برخی روایات مندرج در بخش اول کتاب را از ادیان و سنت‌های شفاهی عصرهای کهن اقتباس کرده‌است. اما اطلاعات مربوط به دهه‌های پایانی سده سوم پ م از ارزش تاریخی بیشتری برخوردار است.
در کتاب دانیال از عهد عتیق، داریوش مادی به عنوان حاکم بعد از کشته شدن بلشزر - حاکم کلدانی - معرفی شده‌است. داریوش مادی باید مظهر داریوش اول و کوروش «پادشاه پارس»، باید کوروش کبیر باشد. بر اساس روایت، داریوش به عنوان پسر اخشورش (خشایارشا)، نواده مادی معرفی شده که در زمانی جانشینی ۶۲ سال عمر داشته‌است. این اشاره‌ها، که با کتاب‌های تاریخی مطابقت نمی‌کند، مشکل‌هایی برای تاریخ شناسان برای تجزیه و تحلیل داده‌های کتاب به وجود آورده‌است. این نوشته، متعلق به دوران هلنیستی بعد از سقوط هخامنشیان است. کتاب دانیال را باید به جای کتاب تاریخی، کتاب اخلاقی و دینی در نظر گرفت.

### کتاب استر

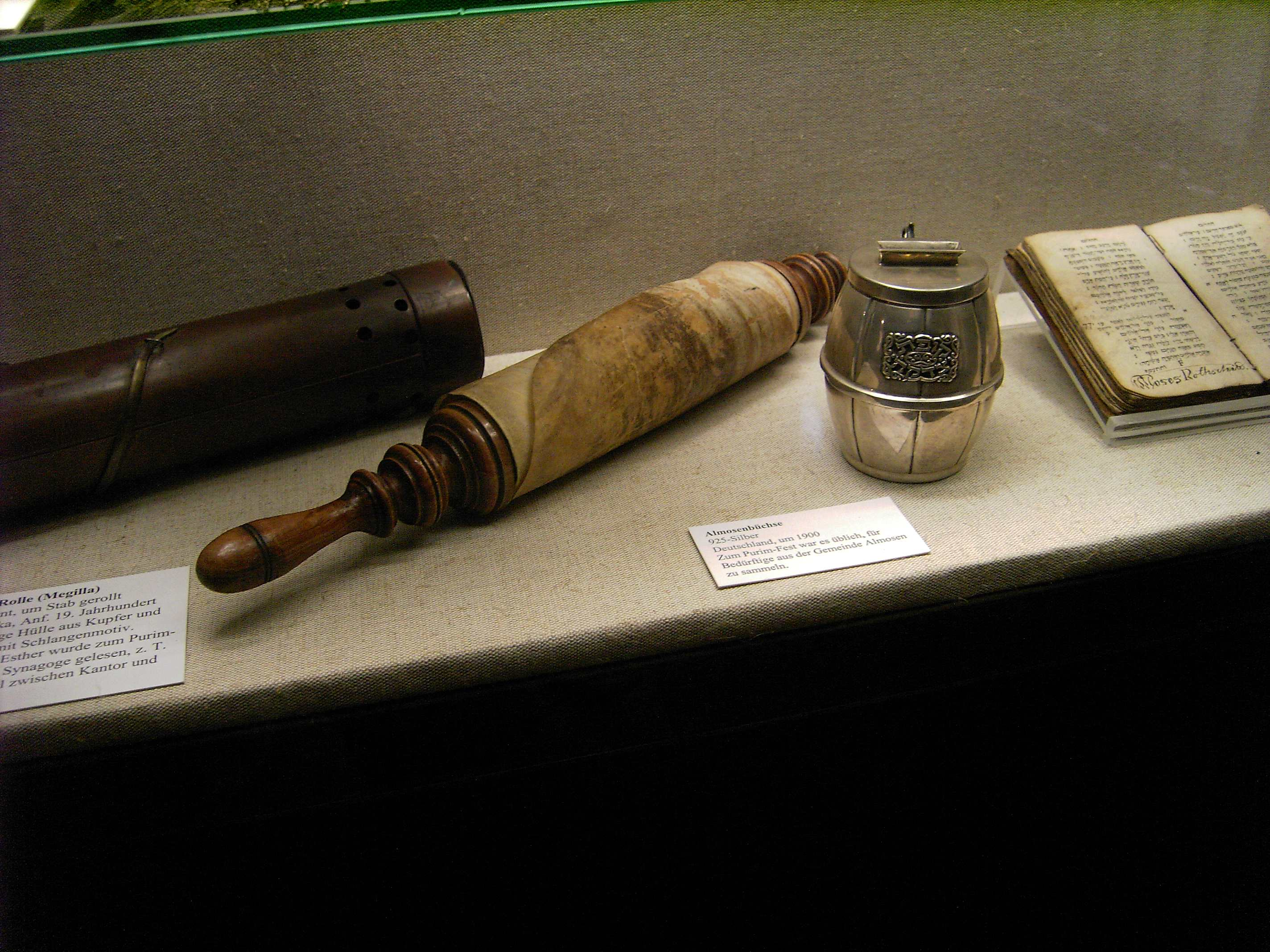
طومار استر، پنجمین بخش مکتوبات تنخ

کتاب استر یک رمان تاریخی است که سرنوشت یهودیان تبعیدی را در قرن پنجم پ م تحت حاکمیت اخشورش (یعنی خشایارشا) روایت می‌کند. موضوع رمان در دربار هخامنشی در شهر شوش رخ می‌دهد. نویسنده آشنایی خوبی نقشه‌برداری شهر و نقل نام‌های پارسی (مموکن،...)، عیلامی (هامان)، و بابلی (مردخای) دارد. وشتی، زن خشایارشا، از دستور شوهر برای ظاهر شدن در برابر مهمانان سرپیچی می‌کند و در نتیجه، از مقام ملکه‌ای خویش خلع می‌شود و استر یهود، دختر برادر مردخای، جایش را می‌گیرد. مردخای بر طبق رمان، در بابل توسط نبودکدنضر (کسی که بیش از ۱۰۰ سال پیش از خشایارشا زیست) به اسارت گرفته می‌شود. گرچه به نظر می‌رسد این رمان در قرن دوم پ م رخ داده و کمی جزئیات تاریخی دارد، در قسمت مختلفی روایت‌های مورد اطمینان ارائه می‌کند: جزئیات نحوه زندگی دربار سلطنتی و کارایی روحانیون و توصیف سنت‌های پارسی که در کتاب استر آمده‌است، توسط منابع مستقل تأیید شده‌است.
روایت کتاب استر را برخی (ازجمله راوی خود داستان) به دوران خشایارشا و برخی دیگر (ازجمله متن یونانی کتاب) به زمان اردشیر هخامنشی نسبت می‌دهند. آنچه مسلم است، این روایت به سال‌های ۱۶۰ تا ۱۵۰ پ م منسوب است. در این ماجرا اردشیر دوم همسر خود را طلاق داده، در جستجوی کسی بود که شایستگی آن را داشته باشد که ملکه امپراتور شود. در این میان دختری به نام استر که تحت سرپرستی خویشاوند خود، مردخای، زندگی می‌کرد، داوطلب این کار شد. وی که ازجمله یهودیانی بود که به اسارت به بابل آورده شده بودند، در دربار شاه آنچنان مورد مهر و احترام قرار گرفت که موفق شد خیل عظیم یهودیانی را که بنابر توطئه‌ای از سوی وزیر شاه در معرض هلاکت بودند، از مرگ نجات دهد.
منتقدان تاریخ روایت استر را روایتی تاریخی نمی‌شمارند. نخست اینکه هیچ سندی تاریخی در دست نیست که نشان دهد شاهان هخامنشی ملکه‌ای به نام استر داشته‌اند. دیگر آنکه هیچ‌یک از شاهان هخامنشی فرمان به قتل‌عام یهودیان نداده‌اند که با میانجیگری ملکه از فرمان خود منصرف شده باشند. با این همه پاره‌ای اشارات تاریخی و توصیف‌هایی که از اوضاع دربار شاهان هخامنشی شده و برخی دیگر از اطلاعات مندرج در این کتاب می‌تواند برای مورخ مورد استفاده قرار گیرد.
کتاب استر، صرف نظر از اینکه مبنایش بر مطالب قدیمی تر است، گزارشی خیالی از دوره پادشاهی خشایارشا است. شاید، چنان‌که اکنون عقیده دارند، متعلق به دوره یونانی (هلنیستی و حکومت سلوکیان) بوده و تصویری که از یک شاه هخامنشی ارائه می‌دهد، لزوماً به معنای ارائه اطلاعات تاریخی معتبر یا حتی نظری قابل اعتنا نیست. اینکه در داستان او، شاه ایران با تأکید بر اعمال خودکامانه و مستبدانه توصیف می‌شود (که تا اندازه‌ای نگرشی خصمانه است) با لطفی که نسبت به استر و مردخای و جماعت یهودی نشان می‌دهد، تعدیل می‌شود. اما استفاده داستان از مضامین مأنوس (مثلاً بالا رفتن فراوان و ناگهانی مقام بیگانه در دربار سلطنتی مثل یوسف، نحیما، دانیال) خود نماینگر ارزش تاریخی ناچیز داستان است. در واقع این داستان، هیچ چیز ارزشمند و مهمی دربارهٔ دربار ایران و شاهان آن به ما نمی‌گوید: تصویر قراردادی و پیش پا افتاده‌تر از آن است که بتوان نتایجی از آن گرفت.

### کتاب جودیت
این کتاب که حاوی روایت‌های دینی-تاریخی است، به دو بخش تقسیم شده‌است:
1. بخش اول این روایت بدین قرار است که نبودکنضر، پادشاه آشور، با لشکری گران به جنگ دشمن خود ارفخ سد می‌رود و پس از پیروزی بر او سردار خود هولوفرن را مأمور می‌کند تا کسانی که در این جنگ او را یاری نکرده‌اند، نابود سازد؛ بنابراین، هولوفرن با ارتشی عظیم به سرزمین‌های ماورای فرات از جمله یهودیه حمله می‌کند. روحانی بزرگ یهودیان اورشلیم، به همه ساکنان، به ویژه بتولی پیام می‌فرستد تا در برابر سپاه مهاجم دشمن پایداری کنند و راه را بر او ببندند. هولوفرن که از مقاومت ساکنین شهر بتولی در شگفت مانده، از سر کنجکاوی علاقه‌مند می‌شود از انگیزه و اسرار این مقاومت مطلع گردد و بدین منظور با چند تن از افراد متحد خود در منطقه به رایزنی می‌پردازد. آن‌ها اظهار می‌دارند که مردم چون به اطاعت پروردگار و حمایت او دلگرم اند، از قدرت فوق‌العاده‌ای برخوردار می‌شوند. سرانجام هولوفرن دست به محاصره شهر می‌زند و پس از ۳۴ روز در حالی که راه ورود آب به شهر را بسته‌است، محاصره شدگان بتولی در معرض هلاکت قرار می‌گیرند و بدین جهت ناچار تصمیم به تسلیم در برابر دشمن می‌گیرند. در این ایحال از ازیاس حاکم شهر به مردم پیشنهاد می‌کند تا پنج روز دیگر تحمل کنند و چنانچه در پایان این مهلت، عنایت خداوند شامل حال آن‌ها نشد هر گونه بخواهند عمل کنند.[۴۷]
2. در بخش دوم، این روایت به معرفی جودیت می‌پردازد. جودیت بیوه زنی زیبا، محترم و ثروتمند است که نمونه‌ای از پارسایی و تقواست و در شهر بتولی مورد اکرام و اعزاز بسیار است. این زن ناگهان به مردم شهر اعلام می‌کند که نباید از عنایت الهی مأیوس شوند و به همه اطمینان می‌دهد که پیش از اتمام مهلت پنج روزه، پروردگار به یاری آنان خواهد شتافت. آنگاه خود، پس از چندی دعا و نیایش به درگاه خداوند، به اردوگاه دشمن می‌رود و پس از چند روز موفق می‌شود که هولوفرن را در خواب به قتل برساند. سپس سر بریده او را با خود به داخل شهر می‌آورد و این امر مایه شادی و تجدید نیروی اهالی می‌شود. سربازان هولوفرن وقتی سردار خود را مرده می‌یابند، وحشت زده می‌گریزند.[۴۸]

افسانه جودیت یکی از بن مایه‌های ادبیات و هنر در دوره‌های گوناگون تاریخ هنر شده و آثار بزرگ نقاشی نیز بر اساس این داستان به وجود آمده‌است. بنابر نظر تاریخ شناسان، نویسنده ناشناس افسانه جودیت، در دوران سلوکیان می‌زیسته‌است و برخی حوادث تاریخی را با افزودن شاخ و برگ‌هایی به آن به عنوان یک روایت دینی-تاریخی نقل کرده‌است. برخی مفسرین، منظور نویسنده را از پادشاه آشور، اردشیر سوم (اخش) و ماجرای لشکر کشی او به مصر می‌دانند. در این لشکرکشی فرمانده سپاهیان اردشیر به نام هولوفرن به هنگام عبور از فلسطین، به شکنجه و آزار یهودیان پرداخت. روایت جودیت دارای ضعف‌های تاریخی بسیار است. در این افسانه برخی وقایع تاریخی با تخیلات نویسنده درآمیخته و آنچه حاصل شده‌است، نمی‌تواند بدون نقد و جدایی سره از ناسره مورد استفاده قرار گیرد. افزون بر این، برخی اشتباهات جغرافیایی و ناهمزمانی‌های تاریخی به مشکلات کتاب افزوده‌است. از جمله نبوکدنضر پادشاه آشور معرفی شده در حالی که وی پادشاه بابل و دشمن بابل بوده‌است.

### یوسف فلاوی

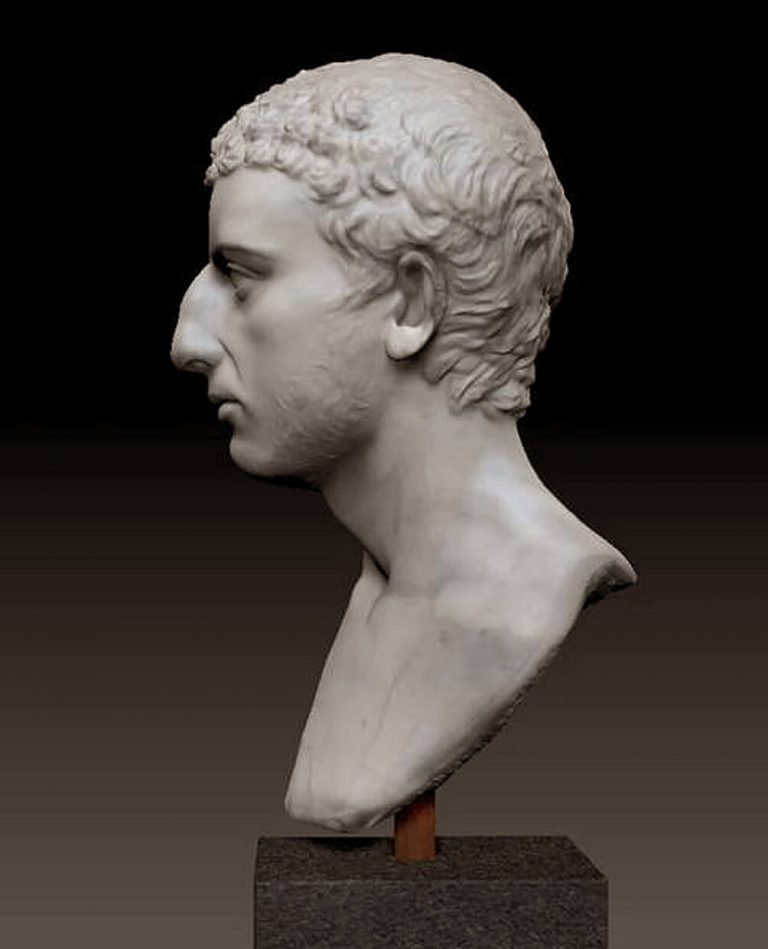
یک پرتره از نیمه تنه بالای تندیسی رومی منسوب به یوسف

یوسف فلاوی از مورخین عبری زبان یهودی بود که در سده چهارم میلای می‌زیست. وی در ۳۰۷ م به دنیا آمد و پس از اتمام تحصیلات در زبان عبری و یونانی به روم رفت تا از روحانیون یهودی دفاع کند. فلاویوس از سوی نیتوس، امپراتور روم، حمایت شد و توانست با مساعدت وی به کتابخانه شهر بیت‌المقدس دست یابد و به ویژه از منابع دینی یهود استفاده کند؛ بنابراین، وی اواخر عمر را در روم به نگارش تاریخ قوم یهود پرداخت. وی دارای تألیفی به نام دوران عتیق قوم یهود است که در آن افزون بر اطلاعات مفصل دربارهٔ قوم یهود، اشاراتی به تاریخ ماد و هخامنشی نموده و حوادث تاریخی را تا عصر بطالسه و سلوکیان تعقیب کرده و این موضوع را تا دوره رومی‌ها ادامه داده‌است. نوشته‌های او در باب تاریخ قوم یهود نسبتاً با محتویات تورات مطابقت دارد.
فلاویوس علاوه بر تألیف فوق، هفت کتاب دربارهٔ جنگ‌های رومیان و یهودیان و ویرانی بیت‌المقدس تألیف کرده‌است. وی کتاب دیگری نیز در شرح احوال خود نوشته و ظاهراً تألیفی دیگر دربارهٔ قدمت قوم یهود نگاشته‌است. فلاویوس در تألیفات خود مورخین شرق را بر مورخین یونانی و رومی ترجیح داده و آثار وی سرشار از تعصبات دینی و ملی است. با این همه، گزارش‌های وی دربارهٔ کشتار مغان در واقعه بردیای دروغین (اسمردیس) قابل بررسی است. باید توجه داشت که منتقدین متون تاریخی آثار این مورخ را فاقد اصالت و استقلال دانسته و معتقدند که وی بخشی از نوشته‌های خود را از تورات گرفته و بخش دیگری را نیز تحت تأثیر مؤلفان دیگر، به ویژه بروس، بوده‌است.

## تاریخ ارمنی

### مارآپاس کاتینا
مارآپاس کاتینا (به انگلیسی: mar apas catina) به وسیله موسس خورناتسی، معرفی شده‌است. کاتینا از اهالی سوریه وبد و از ادبیات یونانی و کلدانی مطلع بود. بر اساس داستانی که خورنی دربارهٔ نگارش تاریخ ارمنستان آورده‌است، وی نخستین کسی بود که به سفارش وال ارشک، به تدوین تاریخ ارمنستان بر اساس اسناد موجود در نینوا پرداخت. کاتینا ظاهراً معاصر نخستین شاهان اشکانی در سده دوم پ.م. بوده‌است.

### باردسن
باردسن (به عربی: ابن دیصان) در ۱۵۴ م در ادسا واقع در میانرودان متولد شد. باردسن یکی از روحانیون مسیحی بود که گرایش‌های عرفانی داشت. وی بخشی از تاریخ ارمنستان را تدوین کرد و از آنجا که زبان‌های سریانی و یونانی را به خوبی می‌دانست، ار منابع موجود به آن زبان‌ها نیز بهره گرفت. مؤسس خورناتسی گزارش‌های وی را در تاریخ خود نقل کرده‌است.

### آگاتانژ
این مورخ منشی تیرداد دوم، پادشاه ارمنستان بود. وی در اصل اهل یونانی و ساکن یکی از نواحی غربی ارمنستان بود.. تاریخ او به دو زبان ارمنی و یونانی نگاشته شده و حوادث سال‌های ۲۲۶ تا ۳۳۰ م را در بر می‌گیرد.

### فوستوس بیزانسی
وی از مورخین سده پنجم میلادی و از اهالی بیزانس بود. گزارش‌های سالانه او به زبان یونانی و مربوط به سال‌های ۳۴۴ تا ۳۹۰ میلادی بوده‌است. این سالنامه‌ها بعداً در سده پنجم میلادی به ارمنی ترجمه شدند. تألیفات او از منابع مهم در تاریخ ارمنستان و حوداث سده چهارم میلادی ایران به‌شمار می‌رود.

### زنون گلاگی
این مورخ متعلق به سده چهارم میلادی بود. وی در آغاز در گلاگ سوریه می‌زیست، اما از آنجا به کاپادوکیه مهاجرت کرد. آثار او به سریانی نوشته شده و ارامنه وی ار از مورخین ملی خود به‌شمار می‌آورند. تألیفات وی به تاریخ دارون مشهور است.

### موسی خورنی
از نویسندگان و مورخین ارمنی است که احتمالاً در سده پنجم و آغاز سده ششم میلادی می‌زیست. وی تحصیلات خود را در اسکندریه، آتن، روم، و کُنستانتینوپول به پایان رسانید. خورنی برای نگارش کتاب تاریخ ارمنستان از منابع متعددی از جمله تورات، نوشته‌های یونانی و سریانی و حماسه ملی ارمنی سود برد. بخشی از گزارش‌های وی که مربوط به دوره ماد است، درهم و مغشوش است. علت این امر آن است که وی نتوانست از منابع هرودوت و گزنفون استفاده کند بلکه منبع وی در اینباره مورخ اهل سوریه به نام «مارآپاس کاتینا» بود که اثرش مجموعه ناهماهنگ با آثار دیگران بوده‌است. خورنی همچنین کتابی در جغرافیا نوشت که برای مطالعه تاریخ اشکانی و ساسانی مفید است. این تألیف را مارکوارت آلمانی با عنوان ایرانشهر به چاپ رسانده‌است.
موسس خورناتسی در نقل تاریخ باستانی ارمنستان (از قول مارآپاس کاتینا) گزارش‌های مورخین باستان را با افسانه‌های تورات در هم آمیخته و سعی نموده تا این اخبار را با روایات زرتشتی ساسانی منطبق سازد. به نظر می‌رسد که وی از تاریخ اورارتو آگاه نداشته و اطلاعات خود را از منابع اساطیری اخذ کرده‌است. پاره دیگر از اطلاعات خورنی دربارهٔ تاریخ باستان ارمنستان از یوسوی، مورخ معروف گرفته شده و او نیز اطلاعات خود را از کتزیاس به دست آورده‌است. خورنی در تاریخ خود فهرستی از شاهان ماد و ارمنستان نقل کرده که ظاهراً مأخوذ از روایت کتزیاس و هرودوت است. روی هم رفته، می‌توان نتیجه گرفت که گزارش‌های خورنی، به ویژه در دوره اشکانی و ساسانی، حائز اهمیتی بیتشر از سایر گزارش‌های اوست.

### لازار فاربی
این مورخ سده پنجم و ششم میلادی تاریخ ارمنستان را تا ۴۸۵ میلادی تدوین نمود و طی آن اشاراتی به حوادث ایران در سنوات مذکور دارد. فاربی از روحانیون و نجیب‌زادگان ارمنی بود.

## تاریخ یونانی
منابع مطالعه امپراتوری ایران مشکلات خاصی دارند که چندان از پراکندگی آن‌ها ناشی نمی‌شود، بلکه بیشتر معلول گوناگونی فوق‌العادهٔ آن‌ها به زبان‌ها و شکل‌های مختلف است. پیش از کاوش‌ها و حفاری‌های سدهٔ گذشته و رمزگشایی خطوط خاورمیانه باستانی، امپراتوری هخامنشی را بیشتر از طریق نوشته‌های باستانی به ویژه کتاب تواریخ هرودوت که در قرن پنجم پیش از میلاد نوشته شده‌است می‌شناختند. هدف اصلی هرودوت در این کتاب ستایش پیروزی‌های یونانیان بر ایرانیان میان سال‌های ۴۹۰ و ۴۷۸ پیش از میلاد بود، بنابراین ارزش اطلاعاتی کتاب از دیدگاه وقایع‌نگاری تاریخی به دورهٔ آغازین این امپراتوری محدود می‌شود. گرچه کتاب هرودوت از لحاظ گستردگی نواحی مورد بحث و جنبه‌های گوناگون امپراتوری بی‌همتا است، علاقه و توجه او در بحث دربارهٔ جزئیات بیشتر به مرزهای شمال غربی امپراتوری محدود می‌شود. نویسندگان پس از هرودوت غیر از مورخان اسکندر، مانند کتزیاس و گزنفون (آغاز قرن چهارم ق. م) - نیز از لحاظ جغرافیای سیاسی دچار همین محدودیت‌ها هستند. گرچه در مورد کتزیاس باید گفت که این محدودیت بیشتر در نقل قول‌هایی که از او در کتاب‌های دیگران صورت گرفته به چشم می‌خورد تا نوشته‌های اصلی‌اش که اکنون مفقود شده‌اند. البته اثر نیمه فلسفی شگفت‌انگیز گزنفون به نام «پرورش کوروش» از این قاعده مستثنا نیست. اما لحن موعظه‌گرانه کتاب، سبک داستانی و هدف آن که قصد دارد بنیان‌گذار شاهنشاهی ایران را فرمانروایی آرمانی نشان دهد که گویی جانشینان بعدی‌اش از میراث وی منحرف شده‌اند، حاکی از آن است که واقعیت‌های تاریخی تابع هدف بزرگتری قرار گرفته‌اند، طوری‌که جدا کردن واقعیت از افسانه دشوار می‌نماید. ثروت و قدرت پادشاهان ایران نویسندگان یونان را محسور ساخته بود و آن‌ها در واکنش به این عظمت و جلال به نقل داستان‌هایی از دسیسه‌های درباری و انحطاط اخلاقی ناشی از نازپرودگی و رفاه و تجمل بی‌پایان می‌پرداختند. این داستان‌ها که شاه‌های ایران را به صورت شخصیت‌هایی ضعیف و اسیر توطئه‌های زن‌های قدرتمند و خواجگان شرور ترسیم‌کرده‌اند، در واقع روایت و بازتابی از هنجارهای اجتماعی و سیاسی خود یونان هستند که در ذهن ما اروپاییان رسوخ کرده‌است: تصویر شهریاران بزدل و زن صفت ایران که طی قرن‌ها با نیرومندی بر ما نفوذ و سلطه داشته‌اند و شاهنشاهی ایران در تضاد با شجاعت و مردانگی «غربی»، قدرت «دیگری» به چشم خاورشناسان اروپایی نمایانده‌اند؛ ولی ما در هنگام مطالعهٔ تاریخ شاهنشاهی ایران باید این حقیقت را در نظر بگیریم که برداشت عامیانه و فراگیری که در مورد نظام سیاسی این شاهنشاهی در ذهنمان شکل گرفته‌است، از اساس ناقص و مبتنی بر خطا است.
مورخان یونانی در مورد مادها و دوران متأخرتر در سدهٔ پنجم پ.م. گزارش‌هایی داده‌اند، اما این گزارش‌ها غالباً اندک و آمیخته به افسانه است. اطلاعات مورخینی چون هکاته، دیونیس و کسانت لیدیایی شامل قطعات پراکنده‌ای از تاریخ ماد است که همین اطلاعات توسط مورخین بعدی نیز تکرار شده‌اند. نخستین کسی که گزارشی جامع در مورد مادها ارائه کرد، هرودوت بود.
در آثار برخی نویسندگان و مورخان یونانی و لاتین اطلاعات پراکنده‌ای از تاریخ ماد گزارش شده‌است. از جمله می‌توان به آثار آمین مارسلن، مورخ سده چهارم میلادی اشاره کرد. همچنین استرابون (سده اول میلادی) که گزارش‌های جغرافیایی او حائز اهمیت است. آثار بطلمیوس منجم، ریاضی‌دان و جغرافی‌دان سده دوم میلادی و صاحب کتاب جغرافیا و تاریخ قاعده شاهان که بر اساس منابع شرقی تدوین کرده و پلین ارشد، طبیعی دان سده اول میلادی نیز دربارهٔ تاریخ ماد ارزش ویژه‌ای دارند.

### هرودوت
هرودوت را پدر تاریخ خوانده‌اند و تألیفات وی کهن‌ترین اثری است که از مورخین دوران باستان دربارهٔ ایران و تمدن‌های جهان باستان و تاریخ ملت کهن شرق نگاشته شده‌است. وی از اهالی هالیکارناس، یکی از مستعمرات یونانی آسیای صغیر بود و در بین سال‌های ۴۸۴ تا ۴۲۵ پ. م می‌زیسته‌است. خانواده هرودوت از اشراف این منطقه بودند و به همین دلیل، وی از زندگی مرفه‌ای برخوردار بود. اما به واسطه اوضاع نابسامان شهر و برخی علل سیاسی، به ترک موطن خود و سفر به جزیره ساموس ناچار شد.
هرودوت سفرهایی به فنیقیه و بابل و شاید سرزمین ماد و پارس و سپس مقدونیه نمود. در سقر نخست تا سرزمین سکاها پیش رفت و در سفر دوم شگفتی‌های سرزمین مصر را مشاهده کرد و بعدها آداب اجتماعی مراسم دینی و سنت‌های آن‌ها را در اثر معروف خود به رشته تحریر در آرد که مورد توجه یونانی‌ها قرار گرفت. هرودوت در سال ۴۴۵/۴۴۶ پ. م کتاب خود را در حضور گروهی از بازرگانان یونان قرائت کرد و مجلس ملی یونان مبلغی را به عنوان پاداش برای او تصویب کرد.
مورخین معاصر نیز در باب هرودوت اظهار نظرهایی نموده‌اند که حاصل بررسی‌های آن‌ها در آثار او و تطبیق با شواهد تاریخی و باستان‌شناسی، به این نتیجه رسیده‌اند که باید در به‌کارگیری اخبار و اطلاعات مورخین کلاسیک دربارهٔ مادها و هخامنشیان، که به وسیله هرودوت به آن‌ها منتقل شده، محتاط بود و تمام این اظهارات را نپذیرفت.
امروزه با مقایسه تاریخ هرودوت با دیگر منابع تاریخ ماد و پارس روشن شده‌است که هرودوت در نگارش تألیف خود بیشتر از منابع کتبی، به منابع شفاهی تکیه داشته‌است. خود این مورخ به این نکته اذعان دارد که اخبار خود را از مطلعان شنیده‌است. منتقدان گفته‌اند که احتمالاً خود هرودوت در نگارش تاریخ ماد، از اظهارات یکی از اخلاف هارپاگ (کسی که در سقوط پادشاهی ماد نقش مؤثری داشته‌است) سود جسته که اطلاعات موثق اما یکجانبه‌ای در اختیار گذاشته‌است؛ بنابراین می‌توان گفت به رغم امانتداری و انصافی که هرودوت به خرج داده، به دلیل غرض ورزی راویان تاریخ هرودوت، اطلاعات او خالی اطمینان و وثوق نیست.
یکی دیگر از اشکالات گزارش‌های هرودوت این است که وی با وجود دسترسی به منابع متعدد، غالباً تنها یکی از آن‌ها را که به نظرش به حقیقت نزدیکتر بوده‌است را ذکر کرده‌است؛ بنابراین، اعتماد صِرف به برداشت‌های تاریخی او، به ویژه دربارهٔ تاریخ وقایع، همواره امری ناشایست است. بر همین اساس، هرودوت مدت فرمانروایی مادها را ۱۲۸ سال ذکر کرده‌است که با واقعیت موجود منطبق نیست و به دلیل همین اشتباه، تاریخ وقایع پس از آن نیز نادرست به نظر می‌رسد. همین اشکال در ارقامی که هرودوت نقل می‌کند نیز به چشم می‌خورد؛ مثلاً ۲۲ سال پادشاهی فرورتیش را ۲۸ سال ذکر کرده‌است و از این قبیل ارقام مصنوعی در گزارش‌های او به کرات دیده می‌شود.
راویان اخبار مربوط به تاریخ هخامنشیان نیز گاه آگاهی‌های نادرست و آلوده به غرض در اختیار هرودوت قرار داده‌اند. برای مثال، بنا بر برداشت‌ها و استنباط‌های هرودوت، از منشأ هخامنشیان، که متکی بر اخبار و شنیده‌های وی در سده پنجم پیش از میلاد است، کشورگشایی‌های کوروش را شبیه خونی‌های قبایلی ذکر می‌کند که برای غارت و کسب غنیمت به سرزمین‌های دیگر می‌تاخته‌اند. در حالی که شواهد دیگر از دوره‌های پس از هرودوت نشان می‌دهند که واقعیت امر چنین نبوده و پارس‌ها صرفاً قبایل چادرنشین نبوده‌اند، زیرا گزنفون اصلاحات نظامی گسترده‌ای را به پارس‌ها نسبت می‌دهد: سازماندهی فرماندهی سپاه بر اساس نظام ده نفری، تجهیز نیروی سواره نظام و ارابه سواران؛ بنابراین و با چنین سازمان دهی نظامی نمی‌توان نظر هرودوت را مبنی بر اینکه پیروزی کوروش بر مادها حاصل تصادف و بخت و اقبال و ناشی از خیانت‌های اطرافیان آستیاگ بوده‌است به آسانی پذیرفت. منابع دیگر، از جمله اسناد بابلی، بسیاری از آگاهی‌های هرودوت را مورد تردید قرار داده‌اند. با این حال شگفت آن است که هرودوت چه در دوران باستان و چه در عصر حاضر، به اتهام طرفدارای از شرق و از آسیایی‌ها (بربرها) مورد حمله قرار گرفته‌است. گروهی وی را افسانه پرداز و داستان ساز خوانده‌اند. پلوتارک، مورخ سده نخست میلادی، کتابی تحت عنوان غرض ورزی هرودوت تألیف نمود. گروهی از دانشمندان معاصر نیز در رد وی نظر داده‌اند. می‌توان گفت در واقع هر جا که هرودوت با اشخاص مطلع و درستکار ارتباط داشته، نوشته‌های او با اسناد باستان‌شناسی و یافته‌های جدید هماهنگ و منطبق است.
تألیف‌های هرودوت در ۹ جلد صورت گرفته‌است و هر جلد را به یکی از خدایان تاریخ، موسیقی، کمدی، تراژدی، رقص، شعر، ستارگان و بیان اختصاص داده‌است. وی در تألیف آثار خود از آثار مورخینی نظیر هکاته سود جسته‌است، اما مآخذ اساسی وی بیشتر خود وی و نقل قول‌هایی است که مستقیم یا غیرمستقیم از دیگران شنیده‌است.
اصولاً مورخین معاصر، معتقدند که هرودوت همواره مسائل مهم تاریخی را با افسانه پردازی آمیخته‌است. هرودوت دوران کودکی و رشد کوروش را بر اساس افسانه‌های عامیانه و غیرواقعی نقل می‌کند. دربارهٔ زندگی کوروش هر سه روایت که به گفته خود او از مطلعین پارسی که خواسته‌اند صرفاً حقیقت را بیان کنند، و نیز روایاتی که از ژوستین و نیکلای دمشقی به نقل از کتزیاس ارائه می‌دهد، بی تردید زاییده مقاصد سیاسی و تبلیغاتی است.
در جای دیگر، هرودوت در شرح نخستین آشنایی پارسیان با یونان، از طریق طبیب دربار داریوش، دموکدس، می‌پردازد. این طبیب یونانی که مورد توجه خاص آتوسا، همسر داریوش بود، مأموریت یافت تا با گروهی از ایرانی‌ها برای شناسایی یونان به آن ناحیه برود. اما هرودوت این موضوع را با افسانه‌هایی درآمیخته است. اصولاً مورخین معاصر، معتقدند که هرودوت همواره مسائل مهم تاریخی را با افسانه پردازی آمیخته‌است. هرودوت دوران کودکی و رشد کوروش را بر اساس افسانه‌های عامیانه و غیرواقعی نقل می‌کند. دربارهٔ زندگی کوروش هر سه روایت که به گفته خود او از مطلعین پارسی که خواسته‌اند صرفاً حقیقت را بیان کنند، و نیز روایاتی که از ژوستین و نیکلای دمشقی به نقل از کتزیاس ارائه می‌دهد، بی تردید زاییده مقاصد سیاسی و تبلیغاتی است.
برخی زمان‌بندی‌های و سال‌هایی که هرودوت ارائه نموده نادرست است. از جمله آن‌ها می‌توان به تاریخ لشکرکشی کوروش به لیدی یا تاریخی که در باب شورش بابل در زمان داریوش ارائه می‌کند، گزارشی که دربارهٔ لشکرکشی داریوش علیه سکاهای اروپا ارائه داده‌است گفت.
هرودوت در نقل ارقام و اعداد دقت لازم را به کار نبرده‌است. در لشکرکشی داریوش علیه سکاها تعداد کشتی‌های داریوش ۶۰۰ فروند و سپاهیان ایران ۷۰۰ هزار تن بدون محاسبه نیروی دریایی است. ارقام ناوگان پارسی و کشته شدگان جنگ ماراتن تخیلی است.
ارزیابی رفتار پارس و پارسی‌ها وظیفه‌ای سخت است. موضوع به عقل کل مخصوص محدود نمی‌شود ولی در تاریخش همه جا هست.
تفاوت مشابهی در تعبیر گزارش هرودوت و تاریخ آغازین پارس وجود دارد. مورخین امروزی عمیقاً متأثر شدند، زمانی که فهمیدند که استوانه کوروش، ادعای هرودوت مبنی بر همنام بودن نام کوروش با نام پدربزرگش را تأیید می‌کند؛ ولی مشکل از آنجا شروع می‌شود که نگاهی دقیقتر به داستان پشت اسامی بیندازیم. استوانه کوروش می‌گوید که کوروش، شاه انشان با تبار سلطنتی داشته‌است. اینکه کوروش آشوربانیپال می‌تواند همان کوروشِ پدربزرگ باشد، مورد تردید است.
پیروزی بابل که با استوانه کوروش و رویدادنامه نبونئید (معروف به منظومه گزارش (verse account)) کاملاً با گزارش هرودت در تفاوت است. موقعیت پارسی‌ها به عنوان خراج‌گزار مادها در منابع موجود نیامده است. حکاکی نبونئید و رویدادنامه نبونئید تصویر دیگری از این رابطه ارائه می‌دهد. به نظر می‌رسد آستیاگ بر کوروش فرمان نمی‌راند و مادی‌ها بر ناحیه پارس حکمرانی نداشتند. از منابع خط میخی ما می‌فهمیم که کمبوجیه توسط پدرش به عنوان جانشین معرفی شده‌است و زمانی معاون پادشاه در بابل بوده‌است. همان‌طور که منبع مصری نشان می‌دهد، او بیشتر با سنت تاریخی مصری تا کاریکاتوری که هرودوت می‌خواست ما باور کنیم، مربوط می‌شد. از طرف دیگر، هرودوت به نظر می‌رسد هرودوت از گزارش‌های رسمی داریوش در مشروعیت خود برای کسب تخت پادشاهی به خوبی اطلاع داشت. نزدیکی گزارش او با گزارش داریوش بزرگ در بیستون قابل توجه است. ممکن است نسخه‌ای از کپی کتیبه که برای سراسر امپراتوری به دست هرودوت رسیده باشد. اگرچه، بین این‌دو تفاوت آشکاری است که مدل‌سازی هرودوتی از تاریخ را به سختی می‌توان انکار کرد. هرودوت بر روی شورش‌های مختلفی که علیه داریوش شکل گرفت و در جزئیاتش را کتیبه بیستون شرح داده‌است، تمرکز نکرده‌است.
حتی اگر این منابع بومی تنها بعضی نگاه اجمالی از تاریخ پارس و پارسی‌ها نمایش می‌دهند، و اگر تفسیرشان گاهی کار دشواری است، آن‌ها مشکلات پایه‌ای مرتبط با گزارش هرودوت را نشان می‌دهند و اخطار می‌دهند که به سادگی، گزارش او را به عنوان تاریخ، بدون بحث جدی قبول نکنیم. این نکته باید در مورد تمام موضوع اصلی تمام تاریخ‌ها باشد، حتی اگر امکانات چک کردن کیفی و پایه‌ای اطلاعات هرودوت محدودتر باشد. جنگ‌های پارسی‌ها در گزارش رسمی پادشاهان پارسی ذکر نشده‌است. هنوز این استدلال ممکن وجود دارد که شاهان پارسی شکست خورده باشند و ممکن است بدینسان در این موارد سکوت کنند، قابل دفاع نیست، چرا که لشکرکشی به بابل که پیروزی بزرگی بود، در حکاکی‌های رسمی اعلان نشده‌است. موضوع‌های سیاسی، موضوع کتیبه‌های سلطنتی پارسی باستان نیست.

### گزنفون
کوروش‌نامه بیوگرافی تاحدی افسانه‌ای از کوروش بزرگ، بنیان‌گذار امپراتوری هخامنشی است. این طولانی‌ترین نوشته توسط سرباز و نویسنده آتنی، گزنفون است. گزنفون (متولد ۴۳۵–۴۲۰ پ م، مرگ بعد ۳۵۶ پ م)، در جنگ‌های کوروش جوان علیه برادرش اردشیر دوم (۴۰۵–۳۹۵ پ م) در سال ۴۰۱ پ م شرکت داشته‌است. این عنوان را فقط می‌توان به هشت کتاب اول که جدا شده‌است، اطلاق کرد.
به نظر می‌رسد که گزنفون از اسناد کتبی برای تألیف کوروش نامه استفاده نکرده‌است.
گزنفون، مورخ، فیلسوف، پژوهشگر و سردار نظامی یونانی که در ۴۳۰ پ. م در ارخیا به دنیا آمد و در ۳۵۵/۳۵۲ پ. م درگذشت. او از یک خانواده ثروتمند یونانی، در آغاز جوانی تحت تأثیر سوفسطائیان بود. بعد به شاگردی سقراط درآمد. از جهت سیاسی، وی طرفدار سازمان اشرافی اسپارت بود و در آتن که در آن زمان با اسپارت در جنگ بود، احساس ناراحتی می‌کرد. در ۴۰۴ پ. م به علل سیاسی آتن را ترک کرد و به دربارهٔ کوروش جوان، برادر اردشیر دوم، رفت. کوروش در آن زمان ساتراپ آسیای صغیر بود و در نهان طرح جنگ با شاه هخامنشی را تدارک می‌دید.
گزنفون در لشکرکشی کوروش کوچک در ۴۰۱ پ. م علیه اردشیر دوم هخامنشی شرکت نمود. در این جنگ کوروش کوچک در بابل کشته شد و سپاه وی سرگردان و پراکنده شدند؛ بنابراین، گزنفون سرپرستی این سپاه را که از مزدوران یونانی تشکیل شده بودند برای بازگشت به یونان به عهده گرفت و آنان را با مشکلات بسیاری به کرانه‌های دریایی سیاه رسانید. یونانیان این امر را خیانت تلقی کردند، پس، آتنی‌ها او را از شهر خود تبعید کردند و گزنفون ناچار به اسپارت رفت و همراه با دولت اسپارت در نبرد کورونه ضد آتنی‌ها به جنگ پرداخت (۳۹۴ پ. م) گزنفون بعدها در ملکی که دولت اسپارت در سیلونت برای حق‌شناسی از خدماتش در اختیار او گذاشته بود، سکونت گزید و تا پایان عمر به تألیف و تدوین آثار خود پرداخت. مجازات تبعید گزنفون در ۳۶۷ پ. م ملغی شد و احتمالاً در همین تاریخ بود که به آتن بازگشت. گزنفون نویسنده‌ای بود که به موضوع‌های متفاوت می‌پرداخت و هر زمینه طبع آزمایی می‌کرد. وی یکی از استادهای سخن یونان محسوب می‌شد. بلندپرواز بود و قصد داشت در زمینه تاریخ و سیاست و فلسفه ادامه دهنده راه توسیدیدس و سقراط شود، لیکن، دایره اندیشه اش گستردگی اندیشه آن بزرگان را نداشت.
تألیفات گزنفون بیشتر جنبه فلسفی و تربیتی دارد. برخی از این آثار عبارتند از:
1. آناباسیس (لشکرکشی ده هزار نفری) که در آن ماجرای بازگشت ده هزار تن شرح داده شده‌است، و ارزش یک گواهی عینی را دارد.[۸۳]
2. ماندنی‌ها که آن را به منظور جاودان ساختن خاطره استاد خود، سقراط نوشت و در چهار کتاب تنظیم شده‌است.[۸۴]
3. دفاعیه سقراط و مهمانی که تقلیدی است از ضیافت مشهور افلاطون.[۸۵]
4. تاریخ یونان یا هلنیکا که ذیلی بر کتاب فوکیدید تألیف توسیدید به‌شمار می‌رود.[۸۶]
5. سایروپدیا (تربیت کوروش) که نویسنده در آن به شرح داستان مانند زندگی و جوانی «کوروش بزرگ» که مورد ستایش و تحسین او بوده‌است، پرداخته و به قول خود در آن جمهوری افلاطون را رد کرده‌است. گزنفون در سایروپدیا، از طریق ترسیم شخصی ایدئال برای بنیان‌گذار امپراتوری پارس، بر هنر فرماندهی که شخصاً نیز خود در آن استاد و کارشناس می‌دانست، انگشست گذاشته‌است.[۸۷]
6. در اثر دیگر خود به نام هی‌برون، به توضیح وظایف و تکالیف «جبار» می‌پردازد و خوشبختی و موفقیت او را در خوشبختی رعایایش می‌داند.[۸۸]
7. اثر دیگر او به نام جمهوری لاسدمونی‌ها دفاعیه است از رژیم حکومتی اسپارت.[۸۹]
8. اکونومیا (اقتصادی) مکالمه‌ای است دربارهٔ مدیریت یک ملک کشاورزی.[۹۰]
9. دربارهٔ درآمدها نشانه‌هایی از روحیه و رفتاری مثبت و سازمان دهنده در خود دارد.[۹۱]

گزنفون رساله‌هایی نیز پیرامون «شکار»، «سوارکاری»، «هیپارک» (فرمانده لشکر سوار) نوشته‌است که همگی مانند بخش بزرگی از دیگر آثار او ارزش فنی و مستند دارند.
کوروش نامه گزنفون به خاطر ویژگی‌هایی که دارد باید یک رمان تاریخی تلقی نمود نه اثری تاریخی مستند. گزنفون در این اثر مطالب تاریخی را بدون ترتیب و نظم تاریخی کنار هم قرار می‌دهد و بر خلاف حقایق تاریخی کوروش را فاتح مصر قلمداد می‌کند که به مرگ طبیعی در میان فرزندان و دوستان خود می‌میرد و مانند سقراط به هنگام مرگ به سفارش‌های اخلاقی و اندرزگویی می‌پردازد. گزنفون شخصیت مورد علاقه و آرمانی خود را در کوروش می‌بیند و آن را نه بر اساس واقعیات، بلکه بر مبنای ایدئال و غایت منظور خود توصیف می‌کند. چنین شخصیت‌هایی در سایر آثار گزنفون نیز وجود دارند؛ چنانچه کوروش کوچک در آناباسیس، ایسخوماخ در آکونومیکا و آگسیلا در مدحنامه وی و تاریخ یونان، همگی دارای شخصیت آرمانی و مورد نظر وی می‌باشند. در این آثار نمی‌توان در جستجوی دقت و صداقت خاصی برای یافتن شخصیت‌ها و وقایع تاریخی بود.
اشکال دیگر آنکه گزنفون در تدوین کوروش نامه، بر خلاف آناباسیس از مشاهدات خود استفاده نکرده و کتاب، حاصل نقل قول دیگران است. مؤلف در اثر خود از نوشته‌های هرودوت و کتزیاس سود جسته و این نکته به ویژه در اسامی خاص مشهود است. نام‌هایی که گزنفون در کوروش نامه به کار برده‌است نام‌های ایرانی و واقعی نیستند، بلکه بیشتر نام‌های برگرفته از اسامی مردم آسیای صغیر یا اسامی یونانی است. اطلاعات جغرافیایی و سیاسی مندرج در این اثر میز خالی از اشکال نیست. اگر گزنفون در نگارش کوروش نامه علاوه بر اظهارات هرودوت و کتزیاس از منابع دیگری نیز استفاده می‌کرد و اطلاعاتی از مادها و پارس‌ها بدست می‌آورد، مسلماً دچار اشتباه فاحش جغرافیایی و تاریخی نمی‌شد. از جمله اشتباهات گزنفون در کوروش نامه یکی آن است که به زعم وی دولت آشور در دوره ماها و هخامنشیان وجود داشت و با گرگان (هیرکانیه) و باختر (باکتریا) هم پیمان بود. در حالی که می‌دانیم آشور پیش از این تاریخ منقرض شده بود.
به عقیده گزنفون گرگان از خاک ماد به آشور نزدیک تر است. آشور بر سر راه ماد و اراضی کادوسیان (در جنوب دریای خزر) و سکایان (در آسیای میانه) قرار دارد و کلدانیان (در فلات ارمنستان) یا هندوستان مربوط است. این‌گونه اشتباهات در کوروش نامه فراوان است. با این حال، مهم‌ترین بخش کوروش نامه مطالبی است که گزنفون دربارهٔ حوادث و وقایع ارمنستان نقل کرده‌است. بی شک این قسمت حاصل مشاهدات خود مؤلف است.
به‌طور کلی می‌توان گفت که به اعتقاد منتقدان تاریخ، از جمله دیاکونوف، کوروش نامه گزنفون به عنوان یک منبع تاریخ ماد ارزش چندانی ندارد و مورخ باید روایت آن را با دقت و احتیاط مورد توجه قرار دهد. اثر دیگر گزنفون آناباسیس یا بازگشت ده هزار یونانی گزارشی است که باید از دیدگاهی دیگر مورد توجه قرار گیرد. این گزارش از جهتی که اوضاع اجتماعی آن دوره را با دقت مجسم می‌سازد حائز اهمیت است. این گزارش از مناطقی است که یک سوی آن ایران و سوی دیگر یونان است و در این میان جماعتی از تیره‌های مختلف زندگی می‌کنند.
کوروش کوچک برای به دست آوردن قدرت با برادر بزرگتر خود به ستیز برمی‌خیزد و با لشکری که ده هزار مزدور یونانی نیز وجود داشت، از سواحل آسیای صغیر حرکت می‌کند. در نزدیکی بابل جنگ درمی‌گیرد و خیلی زود کوروش کشته می‌شود و لشکرش شکست می‌خورد. فرماندهان یونانی هلاک می‌شوند و سپاه آن‌ها به ناچار فرماندهان دیگری انتخاب می‌کنند و تصمیم می‌گردند که به یونان برگردند. بر سر راه خود همه چیز را غارت می‌کنند و گاهی نظم آن‌ها مختل می‌گردد. گزنفون خود از سرداران این سپاه است و در این باره نقشه‌ای دارد که در کنار دریای سیاه نقطه‌ای را اشغال و در آنجا مستعمره بنا کند.
ماجرای «بازگشست» به قول هاوس‌هولد، یکی از وقایع مهم تاریخ قدیم است که مردم آن روزگار آن را با نظر شگفتی می‌نگریستند. به قول پلوتارک «مشتی مردم از نزدیکی قصر شاه بدون هیچ گونه مانعی مسیر مهمی را طی می‌کنند و به یونان بازمی‌گردند. این موضوع انگیزه می‌شود تا آژه‌زیلاس، پادشاه اسپارت، به ایران لشکر بکشد و تا نیمه راه پیروی کند. اما رشوه‌هایی که دولت ایران به مزدوران یونانی پرداخت، موجب توفق آن‌ها شد. چندی بعد اسکندر همان مسیر را پیش گرفت، اما به دلیل تجاربی که از حوادث گذشته کسب کرده بود، این بار موفق شد.

### کتزیاس
کتزیاس (یونانی کتیساس)، پزشک یونانی دربارهٔ هخامنشی و نویسنده کتاب پرسیکا، که متعلق به مدرسه پزشکی کنیدی، که ادعا شده از خدای آسکبیپیوس (خدای طب) سرچشمه گرفته شده‌است تحصیل کرده‌است. او از بستگان بقراط در سده پنجم پ. م بوده و در کنید واقع در کاریه متولد شد. در سال ۴۱۴ پ. م به اسارت ایرانیان درآمد و مدت ۱۷ سال طبیب معالج پروشات، ملکه ایران، زن داریوش دوم و طبیب اردشیر دوم هخامنشی بود. پادشاه ایران گاهی برای مذاکره با یونانیان از وجود او استفاده می‌کرد. در ۳۹۸ پ. م برای انجام مأموریتی از سوی شاه ایران به اسپارت رفت و پس از آن به میهن خود بازگشت و به نگارش آثار خود پرداخت. کتاب‌هایی که نوشته عبارتند از پرسیکا و ایندیکا و نیز کتاب‌هایی دربارهٔ رودها، کوه‌ها و دریانوردی در اطراف آسیا است. مهم‌ترین تألیف او متضمن ۲۳ کتاب بوده‌است: ۶ کتاب دربارهٔ تاریخ آشور و ماد، هفت کتاب دربارهٔ تاریخ ایران (از کوروش تا مرگ خشایارشا) و دنباله تاریخ ایران تا ۳۹۸ پ.م. بنابر اظهار خود مؤلف، در موقع اقامتش در دربار شوش، علاوه بر تحقیقاتی که می‌کرد، به مدارک دولتی دسترسی داشت و مدارک را دفاتر شاهی می‌نامید.
پرسیکا دربارهٔ تاریخ پارس است که به قول خودش برای نگارش آن از سالنامه‌های رسمی ایرانی استفاده کرده‌است و ایندیکا شرح مختصری دربارهٔ تاریخ هند است که بنا بر اظهار وی، برای نگارش آن از اظهارات شفاهی و مشاهدات خویش بهره گرفته‌است. کتاب‌های کتزیاس راجع به ایران و هند (پرسیکا و ایندیکا) به ما نرسیده و نابود شده‌است، ولی مختصری از آن در نوشته‌های فوتیوس، یکی از روحانیون درجه اول مسیحی، ذکر شده و تا زمان ما باقی مانده‌است.
غالب گزارش‌های او دربارهٔ ماد و هخامنشیان دور از حقیقت و کاملاً مخالف اظهارات هرودوت است. اما گروهی از مورخین دوره باستان به دلیل جنبه‌های داستانی آثار کتزیاس، بیش از هرودوت به او اعتماد کرده‌اند. همچنین دیودور سیسیلی، استرابون، آتنه، نیکلای دمشقی، ژوستین و غیره جاهایی از کتاب او را در نوشته‌های خود ذکر کرده‌اند. در حالی که امروزه نادرسی اظهارات کتزیاس به‌طور قطع و یقین به اثبات رسیده‌است. دیگر مورخین عهد باستان نیز به پیروی از هرودوت و کتزیاس این شیوه را ادامه دادند.
پیرنیا در مورد کتزیاس می‌گوید: اولاً او هند را ندیده و آنچه نوشته از گفته‌های ایرانیان آن زمان و مردمان سرحدی هند است، ثانیاً مانند ارسطو، آرین و لوسی‌ین نوشته‌های او ایران دوره هخامنشی را پست‌تر از آنچه هرودوت توصیف کرده می‌نماید. شاید دلیل این امر آن است که در زمان و انحطاط ایران بیش از زمان هرودوت بوده، ولی نولدکه می‌گوید او تاریخ پارس را موافق مادها نوشته‌است. از قسمت‌هایی از نوشته‌های او که تا زمان ما باقی مانده، دو چیز به خوبی دیده می‌شود:
1. عشق به اسپارت و سرداران او مانند لئونیداس و کلئارک.
2. میل به اینکه در گزارش‌های خود حکایت افسانه‌آمیز و حزن‌آور داخل کند.

وی قطعاً به زبان‌های شرقی آشنا نبوده و بنابراین به خوانده سالنامه‌های شاهی قادر نبوده‌است و خود از وجود مترجمانی که در دربار هخامنشی به سر می‌برده‌اند بهره گرفته‌است. دلیل این ادعا، ترجمه کاملاً نادرستش از کتیبه بیستون داریوش در بیستون بوده‌است. کتزیاس اشتباهات بسیاری دربارهٔ تاریخ ماد و هخامنشی در گزارش‌هایش کرده‌است. وی شهر نینوا را به جای دجله در کنار فرات گزارش می‌کند، فتح آشور را دو قرن زودتر از واقعی یعنی به سده نهم پ. م نسبت می‌دهد و بسیاری از نام‌های بابلی و مصری را جعل کرده‌است. کتزیاس موضوع ایجاد دولت ماد و فرمانروایان این سلسله و مدت حکومت آن‌ها را به غلط گزارش می‌کند.
به نظر می‌رسد که کتزیاس تألیفات خود را در رد اثر هرودوت نگاشته و ظاهراً در زمان او مورد قبول اهالی آتن واقع شده‌است. اما امروزه، با وجود شواهد علمی تاریخی، گزارش‌های او یکسره انکار می‌شود. هر چند که با وجود همه این نادرستی‌ها، مورخ واقعی ممکن است از فحوای گفته‌های او نکاتی را دریابد و بهره‌هایی اندک به دست آورد. چنانچه گزارش او دربارهٔ آخرین جنگ آستیاگ با کوروش هخامنشی تا اندازه‌ای به حقیقت نزدیک است و برخی اظهارات او را منابع بابلی تأیید می‌کنند.
کتزیاس پیشقراول آن دسته از مورخینی غربی است که از شاهان هخامنشی شخصیتی منحط ارائه داده‌اند. از دیدگاه آنان، شاهان هخامنشی غالباً جبون، بی‌اراده، اسیر هوسرانی و محصور در چنگال اراده زنان حرمسرا توصیف شده‌اند. این ویژگی حتی در دیدگاه هرودوت نیز (دربارهٔ خشایارشا) دیده می‌شود. ازدواج کوروش و آمیتیس دختر آستیاگ، امری مشکوک است. همین امر موجب تناقض میان گفته‌های او با دیگر مورخین شده‌است. از جمله گزارش او دربارهٔ اسمردیس و ارتباط او با کمبوجیه است. گزارش‌های کتزیاس اغلب ناقص هستند، بنابراین خواننده را ارضا نمی‌کنند. وی دربارهٔ جانشینی داریوش می‌گوید: «داریوش پس از بازگشت به پارس به قربانی‌ها پرداخت و بعد درگذشت … و تخت سلطنت به پسرش خشایارشا رسید». کتزیاس که خود در دربار اردشیر هخامنشی به طبابت می‌پرداخت، گزارش ارزشمند و کاملی از اوضاع حکومتی او به دست نمی‌دهد، برعکس وی به ماجرای خانوادگی مگابیز بیشتر دلبستگی نشان می‌دهد.
به عقیدهٔ اشمیت، گرچه بخش عمدهٔ منبع اصلی نوشته‌های کتسیاس دربارهٔ پارسی‌ها (کتاب پرسیکا) را در دست نداریم، اما کسانی همچون نیکولاس دمشقی، همچنین مورخان پس از کسنوفون، شامل آلیان، آثنئیوس، فالرون دمتریوسی، پلوتارک، پلینی، استفانوس بیزانسی، استرابو، جان تیتز و سودا از او نقل کرده‌اند. گرچه قسمت کوچکی از آثار او در این آثار پراکنده به چشم می‌خورد، ولی می‌توان با قاطعیت گفت که او، «یکی از پدران رمان‌نویسی تاریخ» است.

### پلوتارک
پلوتارک مورخ و فیلسوف یونانی متولد خرونه در ۴۶ و متوفی به سال ۱۲۵ میلادی است. وی چندی در روم به سر برده و در میان سال‌های ۱۰۵ تا ۱۱۵ م به نگارش آثار خود پرداخته‌است. بخشی از آثار پلوتارک به شرح نامدارهای عصر باستان اختصاص دارد که همه آن‌ها (به جز اردشیر دوم هخامنشی) یونانی و رومی بوده‌اند و اطلاعات ارزنده‌ای از آن‌ها به دست می‌آید. پلوتارک در اثر تاریخی خود به نام زندگی رجال، که همان «شرح حال‌های موازی» یا زندگی‌نامه‌ها است، علاوه بر شرح حال‌ها، زندگی و دستاوردهای برخی از بزرگان عهد باستان یونانی و رومی را نیز با هم مقایسه کرده‌است. وی در تدوین آثار خود از منابع گوناگونی استفاده کرده که غالباً به دست ما نرسیده‌است.
در میان آثار او، بعضی مطالب به ویژه بخش مربوط به تاریخ زندگی اردشیر دوم و حوادثی که به ماجرای حرکت ده هزار تن انجامید و گزنفون نیز در آن شرکت داشت و نیز بخش مربوط به اسکندر مقدونی، از جهت منابع تاریخ ایران قابل استفاده است. این اثر تحت عنوان حیات مردان نامی به فارسی ترجمه شده‌است. بخش دیگری از آثار پلوتارک جنبه اخلاقی و فلسفی دارد که به اخلاقیات معروف است. پلوتارک در این اثر فلسفی و اخلاقی خود به مسائل اخلاقی مذهب، سیاست، تعلیم و تربیت و تاریخ ادبیات پرداخته و این اثر غالباً شکل مطالعات و «دیالوگ» های افلاطونی دارد.
اهمیت آثار پلوتارک بخشی بدان جهت است که سرچشمه منابع تاریخ ایران باستان که همانا تاریخ هرودوت بوده‌است، ناگهان از اواخر فرمانروایی داریوش خشک می‌شود و تنها به ذکر این جمله قناعت می‌کند که «چون داریوش درگذشت، سلطنت به پسر او خشایارشا رسید». در این شرایط تنها منبع قابل ذکر، تألیفات پلوتارک است که تا حدی به وقایع آغاز فرمانروایی خشایارشا پرداخته‌است. در این زمینه، اشاره پلوتارک به مراسم تاجگذاری خشایارشا از اهمیت فوق‌العاده برخوردار است. پلوتارک حتی دربارهٔ آغاز کار اردشیر اول نیز گزارشی می‌دهد. دیگر آنکه پلوتارک آگاهی‌های مفیدیی دربارهٔ مقررات و رسوم جاری در دربار هخامنشی به دست داده که منحصر به فرد و حائز اهمیت فراوان است. اما نقصان عمده گزارش‌های پلوتارک مانند سایر مورخین عهد باستان، به ویژه در دوران چهل ساله سلطنت اردشیر دوم، توجه خاص آن‌ها به قلمرو غربی امپراتوری هخامنشی و سکوت دربارهٔ متصرفات شرق امپراتوری است.
پلوتارک با استفاده از آثار کتزیاس، دینون، گزنفون و چند مورخ دیگر به تألیف یکی از نوشته‌های مشهور خود به نام «اردشیر» اقدام نموده‌است. این تألیف که بیشتر به توصیف شخصیت‌ها و امور درباری و به ویژه درابهر پری زتیس پرداخته شامل سی فصل است که دوازده فصل آن دربارهٔ روابط اردشیر با کوروش جوان است. پری زتیس، مادر کوروش جوان و پشتیبان سرسخت اوست، بدین سبب در طوب خش‌های این کتاب درصدد انتقام از کسانی است که او را به قتل رسانده‌اند.
از دیدگان پلوتارک و کتزیاس، یعنی کسی که نویسنده در اثر خود از او پیروی کرده‌است، دربار هخامنشی تحت نفوذ و سیطره دو زن استثنائی قرار دارد. این دو زن یکی استر و دیگر پری زتیس، با یکدیگر در تضادی کینه توزانه به سر می‌برند. در این میان دخالت‌های آتوسا، همسر اردشیر نیز بر شگفتی‌های دربار افزوده‌است؛ بنابراین در این تألیف پلوتارک، دربار هخامنشی مرکز جدال‌ها و کینه‌توزی‌های زنان است.
پلوتارک نیز مانند دیگر مورخین پان هلنیسم، به گونه‌ای از پیش طراحی شده درصدد اثبات ضعف و فتور و سرانجام افول فرمانروایی هخامنشی است. به نظر می‌رسد که پلوتارک به دلیل طرفداری از نتیجه‌گیری سیاسی یکجانبه مورخین عهد باستان، به تناقض گویی نیز پرداخته‌است. وی در جایی اردشیر را فرمانروایی ضعیف و ناتوان معرفی می‌کند و در جای دیگر وی را جنگاوری بزرگ می‌خواند.

### آتنه
آتنه (به انگلیسی: athenios/athenee) مورخ و خطیب یونانی سده‌های دوم و سوم میلادی بود که در نوکراتیس مصر به دنیا آمد. تألیف مهم او ضیافت سوفسطائیان است که در سی جلد تدوین شده و بعدها به پانزده جلد کتاب تقلیل یافته‌است. این اثر، دائرةالمعارفی است که از جهت تاریخی حائز اهمیت فراوان است. وی همچنین به گردآوری داستان‌های کوتاه فکاهی و تاریخی پرداخته‌است.
اهمیت نوشته‌های آتنه در آن است که وی دربارهٔ زندگی کوروش و اوضاع دربار هخامنشی گزارش‌هایی فراهم ساخته، بررسی و تحلیل دقیق آن‌ها در بازشناسی تاریخ هخامنشی از اهمیت خاصی برخوردار است. وی به پیروی از گروهی از مورخین کهن، برخی از اطلاعات خود را از هرودوت گرفته‌است. برای مثال، وی به همراه برخی مورخین مانند پلوتارک سعی کرده لشکرکشی داریوش به سارد و جنگ ماراتن را مبتنی بر وسواس بیمارگونه داریوش و انتقام جویی تفسیر کند؛ بنابراین، آن قسمت از گزارش‌های او که به این نحو تهیه شده خالی از اغراض شخصی نیست و نمی‌تواند چندان مورد اعتماد باشد.

### آپیان
اپی‌ین مورخ سده دوم میلادی بود که در سال ۱۸۰ م در اسکندریه متولد شد. وی در اثر ۲۴ جلدی خود به نام تاریخ روم به شرح جنگ‌های روم و کشورهای دیگر و نیز جنگ‌های داخلی آن کشور پرداخته‌است. اپی‌ین از منابع مورخان یونانی برای تألیف اثر خود سود برده و بخش «جنگ‌های داخلی» تاریخ او کامل‌ترین گزارش سیاسی روم قدیم از ۱۳۳ تا ۳۵ پ. م است. از جمله وی در جنگ‌های مهردادی گزارش با ارزشی راجع به کیش رسمی هخامنشیان به دست داده‌است.

### آشیل (آیسخیلیوس)
نمایشنامه‌نویس مشهور یونانی در ۵۲۵ پ. م در الئوسیس متولد شد. وی را پدر تراژدی یونان خوانده‌اند؛ زیرا آثار بسیار مهمی در این زمینه از او باقی مانده‌است. تألیفات مهم او عبارست از: ایرانیان، پرومته دربند و آگاممنون. هرودوت در برخی جهات از آثار او سود برده‌است. وی در نوشته‌های خود از مایه‌های اخلاقی پشتیبانی می‌کند.
آشیل در تراژدی ایرانیان ماجرای نبرد داریوش با یونانیان در ماراتن را به قلم کشیده و طبعاً در آن سعی در نشان دادن برتری یونان بر ایران نموده و نجات یونان در این جنگ را معجزه‌ای از سوی خدایان تلقی کرده‌است. آشیل در توصیف وقایع جنگ ایران و یونان بیش از حد اغراق کرده‌است. آشیل در توصیف وقایع جنگ ایران و یونان بیش از حد اغراق کرده‌است و هر چند این اثر جنبه‌های تخیلی دارد، می‌توان از فحوای آن به نکاتی دربارهٔ جنگ ماراتن پی برد.

### آریان
آریان مورخ و فیلسوف یونانی (۱۷۵–۱۹۵ م) در ایالت رومی بی‌تینیا در آسیای صغیر به دنیا آمد. بعدها با شرکت در جنگ آلان‌ها شهروند روم شد و به حکومت کاپادوکیه رسید؛ اما در اواخر عمر به آتن بازگشت و در آنجا سکونت گزید. آریان مرید اپی‌کنت، فیلسوف رواقی شد و تعالیم او را در دو اثر به نام‌های گفتگوها و خودآموز به رشته تحریر درآورد. از جمله آثار این مورخ، هند است که دربارهٔ ارتباط یونانی‌ها با هندی‌ها است. وی رویدادهای بعد از اسکند را در ۱۰ جلد نوشت که همراه با تاریخ بی‌تینا همگی مفقود شده‌اند. اثر مهم تاریخی او آناباسیس است که به تاریخ سفرهای جنگی اسکندر اختصاص دارد و همان نام تاریخ مشهور گزنفون را دربارهٔ بازگشت ده هزار یونانی دارد. آریان افتخار می‌کند که از ستایش کنندگان اسکندر است و مدعی است که به او از طرف خدایان الهام شده که تاریخ این پادشاه را بنویسد؛ بنابراین تاریخ او حاوی قضاوت‌هایی یکسویه است و مطالبی را که به سود اسکند نبود، مسکوت گذاشته یا به اجمال شرح داده‌است. با این همه، منتقدین تاریخ گفته‌اند که ارزش گزارش‌های او دربارهٔ لشکرکشی‌های اسکند به خاطر آن است که بیشتر آتها مبتنی بر یادداشت‌های شرکت‌کنندگان واقعی در این لشکرکشی‌ها، نظیر آریستوبول و بطلمیوس بوده‌است.
آریان از گزنفون تقلید کرده و حتی نام کتاب خود را از او اقتباس کرده‌است، اما چنانچه گزنفون، کوروش بزرگ را کمال مطلوب خود قرار داده، آریان اسکندر را معبود خود دانسته‌است؛ لذا، برای دانستن حقایق باید همواره روایات او را با روایت‌های سایر مورخین سنجید. وی به تبعیت از دیگر مورخین عصر هلنی از خشایارشا چهره‌ای مخدوش و نادرست ارائه داده و او را فرمانروایی مخرب و ویرانگر معرفی نموده‌است. در نوشته‌های او، نظیر سایر مورخان یونانی، اقدامات اسکندر مقدونی در تقابل با خشایارشا قرار گرفته‌است. اسکندر فرمانده‌ای سازنده و مقدس جلوه نموده در حالی که شاهان هخامنشی هم خشایارشا و هم کمبوجیه سردارانی ویرانگر و مغرور و جاه طلب هستند.

### ازوپ
ازوپ یکی از روحانیون و مورخین سده‌های سوم و چهارم میلادی (احتمالاً ۲۶۰–۳۴۰م) است که فلسطین به دنیا آمد و در بیت‌المقدس و انطاکیه تحصیل کرد. ازوپ از دوستان نزدیک کنستانتین، امپراتور روم بود. او را پدر تاریخ مسیحیت خوانده‌اند. این روحانی مسیحی که از پیروان افلاطون بود، آثار متعددی دربارهٔ مسیحیت و امپراتور روم، کنستانتین، به شیوه سایروپدیای گزنفون نوشته‌است. افزون بر آن، وی حکایت‌هایی نظیر کلیله و دمنه و بیدپای هندی نوشته که در میان آثار ادبی یونانی بسیار شهرت دارد. منتقدین نوشته‌های ازوپ دربارهٔ آثار او گفته‌اند که وی همواره در صدد بود که علل رویدادهای تاریخی را روشن و آن‌ها را با رویدادهای عصر خویش مرتبط سازد.

### استرابون
استرابون، جغرافی‌دان یونانی متولد آمازیا در کاپادوکیه (حدود ۶۳/۶۴ پ. م) است. وی که هم‌زمان با دوره اشکانیان می‌زیسته، مدتی از عمر خود را در مصر به سر برده‌است و مدتی نیز در اسکندریه به تحقیق در آثار جغرافیای اراتستن پرداخته‌است. استرابون کتابی در هفده جلد به نام خاطرات تاریخی در جغرافی نوشته که از بین رفته‌است؛ ولی، بخش مهمی از جغرافیای او محفوظ مانده که منبع گرانبها و ارزشمندی دربارهٔ اوضاع جغرافیای قدیم است. وی اطلاعات وسیعی از کتب عهد عتیق کسب کرده بود؛ بنابراین، بسیاری از اطلاعات مولفانی که آثارشان از میان رفته به وسیله او محفوظ مانده‌است. آثار استرابون که در قرون وسطی ناشناس مانده بود، در عصر رنسانس تجدید چاپ شد. او در جغرافیای خود به اصل و منشأ اقوام، مهاجرت‌ها و بنیان‌گذاری امپراتوری‌ها پرداخته و روابط انسان و محیط اطرافش را تجزیه و تحلیل کرده‌است.
استرابون مطالب خود دربارهٔ آسیا را در دو بخش توضیح داده‌است. در بخش نخست به آسیای صغیر نخست به آسیای صغیر پرداخته و در بخش دوم از هند، ایران، بین‌النهرین، فلسطین، فنیقیه و عربستان سخن به میان آورده‌است. وی نواحی مختلف ایران را به خوبی توصیف کرده و اطلاعات ارزشمندی دربارهٔ نیروهای تولیدی فلات ایران و سازمان اجتماعی و فرهنگ و تمدن ساکنین نواحی مختلف ایران به دست داده‌است.
تحلیل‌های تاریخی استرابون مبتنی بر افسانه پردازی و استنباط‌های نادرست بوده، و نمی‌توان بدو احتیاط به آن‌ها استناد کرد. یکی دیگر از ویژگی‌های آثار استرابون در گزارش‌های تاریخی بی دقتی و منطق نادرستی است که در تحلیل فرمانروایی هخامنشی به کار برده‌است. وی همانند بسیار دیگر از مورخین یونانی و رمی شاهان هخامنشی را بازیچه مربیان و خواجگان فاسد می‌داند. امروزه منتقدین تاریخ این‌گونه برداشت‌های تعصب‌آمیز مورخین عهد باستان را معلول دشمنی‌هایی می‌دانند که این مورخین نسبت به ایرانیان داشته‌اند.

### افور
افور (به انگلیسی: ephore) مورخ یونانی متولد کیمه که حدود سال‌های ۳۳۴–۳۹۰ پ.م. زیسته‌است. او نخستین مورخی است که به تحریر و تدوین یک «تاریخ عمومی» در سی جلد پرداخته‌است و در آن دوران بازگشت هراکلیوس تا محاصره پرنت (۳۴۰ پ. م) را گزارش کرده‌است.
افور در تاریخ خود بیشتر به ذکر حوادث پی در پی پرداخته‌است بدون آنکه در پی بیان علت رویدادهای تاریخی باشد. وی نیز مانند بسیاری از مورخین کلاسیک نظیر دیودور، کتزیاس و دینون به قضاوت‌های یکسویه دربارهٔ امپراتوری هخامنشی پرداخته و سعی در مخدوش کردن شخصیت‌های فرمانروایان این امپراتوری داشته‌است. جانبداری ضد پارسی او از نوشته‌هایش کاملاً مشهوداست. افور به همراه ایزوکرات، افلاطون و گزنفون پرچمدار نظریه‌ای است که بنیان‌گذار آن هرودوت بود؛ بنابراین نظریه که اساس اعتقاد «پان هلنیسم» دربارهٔ ایرانیان است، ثروت و مکنت شاهان هخامنشی موجب گرایش آن‌ها به سوی تجمل و دوری از خوی رزمندگی و اسارت در قید زنان حرمسرا است. هرودوت بصراحت می‌گوید «بربرهای توانگر از قدرت نظامی عاری اند و براحتی مغلوب می‌شوند. حال آنکه یونانیان از طریق جنگ و رزم آوری به بالاترین ارزش دست یافته‌اند». دیودور و برخی دیگر از مورخین کلاسیک از همین گونه گزارش‌های او دربارهٔ وقایع پادشاهی اردشیر دوم و بسیاری از وقایع دیگر دوره هخامنشی استفاده کرده‌اند.

### الی‌ین (الیان)
الیان (به انگلیسی: elen)، ایتالیایی در سده دوم و سوم میلادی می‌زیسته‌است. الیان دو اثر پر حجم از خود به یادگار گذاشته‌است که تواریخ گوناگون و دربارهٔ طبیعت جانوران نام دارند. وی آثار خود را به زبان یونانی نوشته‌است. الیان دربارهٔ داریوش و اوضاع دربار هخامنشی گزارش‌های نادرست ارائه داده که بررسی و تحلیل دقیق آن‌ها در بازشناسی تاریخ هخامنشی اهمیت بسیار دارد. همچنین، گزارش مربوط به کشته شدن گاو مقدس آپیس در مصر و توهین به معابد آن دیار به وسیله اردشیر سوم (اخس) توسط همین مورخ ارائه شده‌است. این گزارش امروزه توسط برخی مورخین نظیر پیر بریان مردود اعلام شده‌است. اظهارنظرهای الیان دربارهٔ خشایارشا، چنان‌که از برخی آثار او (نظیر تواریخ گوناگون) بر می‌آید، نشان دهنده آن است که وی هیچ چیز از تاریخ دربار هخامنشی نفهمیده‌است و حتی آثار هرودوت را نیز در اینباره نخوانده و صرفاً به بیان مسائلی پرداخته‌است تا تألیف خود را در برابر دیدگان یونانیان دلپذیر جلوه دهد. با این حال، از مجموع نوشته‌های الیان و تحلیل و مقایسه آن‌ها با آثار دیگر مورخین کلاسیک، می‌توان اطلاعات مهمی، به ویژه دربارهٔ تاریخ هخامنشی و اوضاع دربار آنها، بدست آورد.

### پلینیوس
پلینیوس، مورخ و طبیعی دان رومی در ۲۳ م در منطقه کوم متولد شد. وی افسر سوار ارتش روم ارتش روم در ایالت ژرمنی و بعداً در عصر وسپازی‌ین حاکم رومی اسپانیا بود و هنگامی که کوه وزوو به آتش فشانی پرداخت، فرمانده نیروی دریایی در ایلات می‌سین بود. پلین به دلیل به دلیل علاقه خاصی که به تحولات طبیعی داشت برای دیدن پدیده آتش فشانی وزوو رفت و قصد داشت در عین حال به آسیب دیدگان نیز کمک کند، اما در همین ماجرا جان باخت. پلین قدیم نویسنده خودآموزهای گوناگون در زمینه‌های نحو (گرامر) و هنرهای گوناگون بود. اثر مهم او تاریخ طبیعی در بیش از ۱۶۰ جلد بوده‌است که در حال حاضر تنها ۳۷ جلد آن باقی‌مانده و دائرةالمعارف وسیعی از دانش عصر خویش به‌شمار می‌رود. پلین در همین تألیف خود، به مغ‌ها و مذهب ایرانیان عصر هخامنشی اشاره می‌کند. منتقدین آثار تاریخی، تألیفات او را ارزشمند دانسته‌اند، اما نمی‌توان ادعا کرد که همه آثار او با واقعیت منطبق است.

### پلین کوچک
پلین جوان نویسنده لاتین متولد کوم (۱۱۴–۱۶۱ م) و برادرزاده و فرزندخوانده پلین قدیم است. پلین جوان وکیل دعاوی بود و بسرعت شهرت یافت و در سال ۱۰۰ میلادی کنسول و نماینده امپراتور در ایالات بی تینی شد (۱۱۱–۱۱۲م). هم عصرانش او را بزرگ‌ترین خطیب دوران می‌دانستند. از آثار خطابه‌ای او فقط دفاعیه تراژان (ترایانوس) باقی مانده‌است، لیکن اثر مهم او «نامه‌ها» است (که در ده جلد از ۹۷ تا ۱۰۹ میلادی منتشر شده‌است). وی دربارهٔ ماد و هخامنشی به ویژه دربارهٔ تاریخ جنگ‌ها، داستان‌های کوتاه و مضامینی از هرودوت و کتزیاس اخذ و گردآوری کرده‌است.

### پولیب
پولیب (پولیبیوس)، مورخ یونانی (۱۲۰–۲۰۲ پ. م) در مگالوپولیس، آرکادی متولد شد. وی یکی از صاحب منصبان اتحادیه آخائی بود که به عنوان گروگان به روم فرستاده شده و شانزده سال در آنجا ماند و با سی پیون امی لی ین دوستی به هم رساند و از طریق او با مردان سیاسی آشنا شد و بایگانی‌های آن‌ها دست یافت. بعد به سفر پرداخت و از ایتالیا، اسپانی، سرزمین گل (فرانسه) و نقاط مختلف دیگر دیدن کرد و در معیت سی‌پیون در جنگ‌های کارتاژ و نومانس شرکت کرد.
از آثار او می‌توان زندگی فیلوپومن، جنگ نومانس و رساله تاکتیک را نام برد. از اثر مهم او به نام تواریخ که در چهل کتاب تنظیم شده فقط پنج کتاب اول و بخش‌های مهمی از سایر قسمت‌های آن به ما رسیده‌است که در آن‌ها مورخ به احوال سال‌های ۱۴۶ تا ۲۲۰ پ.م. پرداخته و نظری نیز به دوران پیش از این سال‌ها انداخته‌است. پولیب در تاریخ خود مانند زندگی اش، تحسین‌کننده و شیفته بی‌قید و شرط تمدن و دستاوردهای رومی است. با وجود این، دیاکونوف وی را یکی از موثق‌ترین مورخان یونان می‌داند. پولیب گزارش ارزشمندی دربارهٔ علاقه فراوان شاهان هخامنشی به حفر قنات و شیوه استفاده از آن‌ها ارائه می‌دهد. همچنین گزارش وی دربارهٔ استفاده از زمین از طریق کشت و اجاره آن و شیوه ایجاد درآمد برای خزانه شاهان هخامنشی از سوی سایر مورخین تأیید شده‌است. گزارش جالب وی نیز دربارهٔ موقعیت ممتاز شهر اکباتان، هم در دوره هخامنشی و هم در عصر سلوکیان، از دقت خاصی برخوردار است و مورد تأیید سایر گزارش‌های باستانشناسی و تاریخی است. به‌طور کلی می‌توان گفت که در عصر باستان، تاریخ پارس را هیچ مورخی به دقت و امانت پولیب تدوین نکرده‌است؛ بنابراین به نظر می‌رسد که توصیفات پیرنیا و سایر مولفانی که گفته‌های وی را عیناً نقل کرده‌اند، چندان قابل اعتماد نیست.

### پولی‌ین
پولی‌ین (به انگلیسی: polyen) یکی از مورخین و نویسندگان یونانی است که در سده دوم میلادی در روم زیست. وی ظاهراً وکیل دعاوی و حقوق دان نیز بوده‌است. پولی‌ین از جمله مورخینی است که همراه با هرودوت، کتزیاس، افلاطون و عده‌ای دیگر از مورخین دوره کلاسیک گزارشی از حوادث مربوط به بردیای دروغی (اسمردیس) در تألیف خود بیان داشته‌است. وی همچنین از لشکرکشی اسکندر به آسیا و شیوه برخورد او با مغلوبین گزارش‌ها به دست می‌دهد. گزارش‌های او دربارهٔ شکست هخامنشیان در حمله اسکندر برگرفته از گزارش‌های مورخان پیش ازخودش است.

### تئوپومپ
تئوموپوس ، خطیب و تاریخ‌نگار یونانی در سده چهارم پ. م در خیو متولد شد. وی را در هنر تاریخ‌نگاری همسنگ هرودوت و توسیدید دانسته‌اند. وی از شاگردان سقراط، فیلسوف و سخنور شهیر یونانی بود و از آرا و نظریات وی در آثار خود سود جست. تئومپ سه اثر تاریخی دارد که بخش عمده‌ای از آن‌ها مفقود شده‌است. این آثار عبارتند از خلاصه تاریخ هرودوت، هلنیکا و فلیپیکا که به تاریخ یونان و در عصر فیلیپ دوم، پدر اسکندر، اختصاص داشته‌است. کتاب هلنیکا دنباله تاریخ معروف توسیدید دربارهٔ جنگ آتن و اسپارت است و حوادث مربوط به سال‌های ۳۹۴ تا ۴۱۱ پ. م را دربرداشته‌است. برخی از پژوهشگران تاریخ، کتابی را که در سال ۱۹۰۶ در مصر پیدا شده همان هلنیکای تئوپومپ می‌دانند.
از این مورخ گزارش‌های ارزنده‌ای دربارهٔ تاریخ و دین ایرانی، به ویژه در باب اساطیر رستاخیزی به دست آمده که بیشتر در تألیفات نویسندگان کلاسیک یونان مانند دیوژن و پلوتارک نقل شده‌است. از جمله تئوپومپ در جلد هشتم کتاب فلیپیکا اظهار می‌کند که در تعلیمات مغان، مردم دوباره زنده خواهند شد و جاودانه با همین نام کنونی خود باقی خواهند ماند. این مورخ همچنین گزارش‌هایی دربارهٔ شکوه و جلال دربار اردشیر سوم هخامنشی و اهمیت لشکرکشی او به مصر ارائه کرده‌است که برخی از این گزارش‌ها در آثار آتنه منعکس شده‌است.

### ثئوفراستوس
این فیلسوف یونانی (۲۸۷–۳۷۲م) در ارزروس، جزیره لسبوس به دنیا آمد. تئوفراست نخست شاگرد و مرید افلاطون و بعد شاگرد ارسطو شد و این حکیم لقب «تئوفراست» به معنای «سخنران خدای گونه» داد (اسم واقعی او تیرتانوس بوده‌است). تئوفراست بویژه، به زندگی نباتات علاقه و توجه بسیار داشت و به همین روی کتابی به نام تاریخ نباتات نگاشت. این نویسنده و مورخ ارجمند همچنین، قطعات ادبی چندی از خود به یادگار گذاشت. از جمله گزارش‌های او دربارهٔ ایران، توصیفی است که از محصولات منحصر به فرد باغ‌های باگواس و خرمای ویژه آن نموده که گونه نادری بوده و عنوان «شاهانه» داشته و مخصوص شاه هخامنشی بوده‌است.

### تروگ پومیه
این مورخ از اهالی سرزمین گل (فرانسه امروز) و معاصر «اگوست»، امپراتور روم، بوده‌است. وی دارای تألیفی به نام تاریخ فیلیپ در تاریخ عمومی جهان است که طی آن به تاریخ ماد و پارس نیز اشاره کرده‌است. ژوستین، مورخ سده سوم روم، این تاریخ را در یک «تاریخ عمومی» خلاصه کرده‌است؛ اما به دلیل توجهی ژوستین، وقایع سال‌های ۵۵ تا ۹۴ پ.م. از این تاریخ حذف شده‌است؛ بنابراین اظهار مورخ کلاسیک، ۴۴ جلد از این کتاب مربوط به پایان سده اول پ.م. بوده که تنها مقدمه‌ای از آن‌ها باقی مانده‌است.
از تروگ پرومپه گزارشی دربارهٔ قتل کمبوجیه و برادرش بردیا، پیش از سفر به مصر وجود دارد که توسط ژوستین نقل شده‌است. این گزارش را منابع دیگری همچون کتیبه بیستون، هرودوت و کتزیاس تأیید کرده‌اند. همچنین ژوستین گزارش دیگری در باب حمله اردشیر دوم به کادوسیان ارائه نموده‌است.

### تاسیت (تاسیتوس)
کرنلیوس تاسیتوس یا تاسیت مورخ و نویسنده شهیر روم (۱۲۰–۱۵۰ م) در دوران امپراتوری وسپازی‌ین کارهای دولتی شد و در زمان نیتوس به سمت سناتوری منصوب شد. آنگاه در سال‌های ۱۱۰–۱۱۳ مأموریتی سیاسی در آسیا به او محول شد. وی حدود ۹۸ م به نگارش تاریخ پرداخت. از آثار او مکالمه خطیبان، زندگی اگریکول، که در آن سخت علیه امپراتور سخن گفته‌است، ژرمنی که رساله‌ای است دربارهٔ قوم ژرمن و بالاخره دو اثر بزرگ تاریخی او را با نام‌های تواریخ و سالنامه باید ذکر کرد. تاسیت نسبت به تاریخ و فلسفه‌ای مبتنی بر بدبینی داشت و در نوشته‌های خود بسیار تحت تأثیر توسیدید بود. سالنامه‌های او راجع به روابط رومی‌ها با اشکانیان است، می‌توان استفاده کرد. از او گزارشی دربارهٔ وجود معبد آرتمیس پارسی در عهد فرمانروایی کوروش در لیدی موجود است.

### توسیدید
توسیدید فرزند اولوروس از مردم آتن یکی از مورخان شهیر دوره کلاسیک است که در ۴۶۰/۴۷۰ در الیمونت آتیک به دنیا آمد و در ۴۰۰/۳۹۵ پ. م وفات یافت. وی از خاندان اشرافی آتن بود که در آغاز جنگ‌های پلوپونز بین آتن و لشکرکشی دریایی آتن به تراکیه، فرماندهی گروهی از یونانیان را به عهده داشت. پس از چندی به علت شکست در جنگ، به خیانت متهم شد و از یونان تبعید گردید و نزدیک به بیست سال از عمر خود را در تراکیه و در میان اقوام پلوپونزوس به سر برد و به ایتالیا، سیسیل و پلوپونزی سفر کرد و به نگارش تاریخ جنگ‌های مذکور پرداخت. سرانجام در زمان عفو عمومی که اسپارتی‌ها برقرار ساختند، او را به آتن فراخواندند و اندکی بعد در آنجا درگذشت. مفسرین احتمال داده‌اند که دشمنان سیاسی اش او را به قتل رسانده باشند.
توسیدید احتمالاً شاگرد آنکساغور (آناکساگوراس) بوده و در هر حال با گروهی از سوفسطائیان معاشرت داشته‌است. در جوانی آثار مورخین بزرگ به ویژه تاریخ هرودوت را خوانده بود و از آنجا که مورخی متفکر بوده، همواره درصدد یافتن علت حوادث تاریخی بود. بر خلاف بسیاری از مورخین کلاسیک، از افسانه پردازی پرهیز داشت. در ارائه اطلاعات، ضمن بی‌طرفی، یا از منابع موثق استفاده می‌کرد یا از گواهان مورد اعتماد سود می‌جست. آلبر ماله در تاریخ ملل مشرق و یونان از قول او اظهار می‌دارد که:
در آنچه نگاشته‌ام افسانه را دخالت نداده‌ام و از این جهت شاید نوشته‌هایم از رنگ و رونقی که در افسانه‌ها یافت می‌شود، عاری باشد، ولی من خواسته‌ام این مجموعه کسی را به کار آید که بخواهد وقایع ایام گذشته را در خاطر خود مجسم کرده و حکم نظایر آن را به اقتضای طبع بشری اتفاق می‌افتد پیش از وقوع بداند.
کتاب او به نام تاریخ جنگ پلوپنز شهرت جهانی یافت. در این اثر، وی وقایع این جنگ را بر حسب ترتیب زمانی نقل و با این اثر برای نخستین بار «روش نقدی» را در تاریخ‌نویسی وارد کرده‌است. از نظر او علل وقایع، در مصلحت‌ها و هوی و هوس‌های مردم نهفته‌است و فقط هوشمندی و هشیاری است که می‌تواند گذشته را روشن کند و حقایق و واقعیت‌های ضروری برای تأمل و اندیشه را از آن بیرون آورد. فلسفه سیاسی توسیدید بر اصل و ایده «تفاوت میان اخلاق و سیاست» استوار است. آثار توسیدید بر اندیشه تاریخی دنیای غرب تأثیر بزرگ گذاشت و نفوذ او بر مورخانی چون گزنفون، پولیب، سالوست و تاسیت مسلم و بدیهی است. البته تمام نوشته‌های توسیدید راجع به مشرق قدیم نیست؛ زیرا جنگ‌های پلوپونزوس را که جنگ‌های داخلی یونان بوده شرح داده‌است، اما هر جا که به ایران و سیاست دربار هخامنشی نسبت به یونان می‌رسد، آن را تأیید و به خوبی روشن می‌کند.

### دموستن
دموستن خطیب و مرد سیاسی مشهور یونان باستان بود(۳۲۲–۳۸۴ پ. م). دموستن از بدو آغاز فعالیت‌های سیاسی خود با توسعه طلبی اسپارت بشدت به مخالفت پرداخت و همین شور سیاسی بود که او را به مرتبه بزرگ‌ترین خطیب و رهبر حزب میهن پرستان رساند. وی مدت پانزده سال علیه توسعه طلبی‌های فیلیپ مقدونی مبارزه و سخنرانی کرد و خطابه‌های او به نام فیلیپیک موسوم است. پس از مرگ فیلیپ و پسرش اسکندر، دموستن از مقدونیه ای‌ها که علیه آنتی پاتر قیام کرده بودند، طرفدارای کرد. اما پس از پیروزی علیه آنتی پاتر، دموستن از فرط نگرانی و ناامیدی به کالوری عزیمت کرد و در همان‌جا به قولی خود را مسموم کرد. از این خطیب نامدار حدود ۶۱ خطابه، ۶۵ مقدمه و شش مکتوب بر جای مانده و شرح زندگی او را پلوتارک به‌تفصیل نگاشته‌است. افزون بر این، نوشته‌های او مشتمل بر سه فیلیپیک و سه اولنتی‌ین، گفتاری پیرامون صلح و مسائل خرسونز، سفارت دروغین و آثار دیگر است.

### دینون
این مورخ یونانی معاصر فیلیپ مقدونی بود (۳۳۶–۳۵۹پ. م) کتاب‌های بسیاری راجع به دولت‌های آسیایی نوشته و چون زمانی در دربار اردشیر دوم هخامنشی بوده، از ایران هم سخن رانده‌است. تاریخ او از تأسیس دولت آشور آغاز می‌شود و به تسخیر مصر به دست اردشیر سوم پایان می‌پذیرد؛ اما متأسفانه این مورخ و برخی دیگر از مرخین نظیر هارس میتیلی و کتزیاس بیشتر افسانه پرداز و داستان سرای تاریخی هستند. با وجود اینکه برخی از این مورخین در دربار هخامنشی به سر می‌بردند و از اوضاع و احوال ایران به خوبی مطلع بودند، هیچگاه تلاشی در ثبت حقیقی وقایع تاریخی ننمودند. در تألیفات دینون، حکایت‌هایی که حاکی از حوادث خارق عادت باشد، فراوان است (به خصوص راجع به هند)، و چون شرح داستان‌های تاریخی برای مردم آن زمان لذت بخش و جذاب بوده‌است، کتاب‌های او در نظر مورخین قرون بعد اهمیت بسیار داشته و تعدادی از مورخین مانند پلوتارک، الی‌ین، کرنلیوس، تروگ پومپه از کتب او استفاده کرده‌اند. اما اصل تألیفات او مفقود شده و تنها بخشی از آن‌ها توسط مورخین قرون بعد به دست ما رسیده‌است. از جمله کسانی که به آثار او مراجعه و استناد کرده‌اند، آتنه است.

### دیودور سیسیلی
این مورخ اهل سیسیل بود. وی در حدود ۹۰ پ.م. در اژی ریون سیسیل متولد شد و در سال ۲۰ پ. م وفات یافت. دیدور مقیم روم بود و بعد به مسافرت در اطراف دریای مدیترانه و مصر و دیگر مملکت‌ها پرداخت و اسناد و مدارک تاریخی بسیاری گردآوری کرد که اکنون مفقود شده‌اند. تألیف او به نام کتابخانه تاریخی اثر عظیمی مشتمل بر چهل جلد بود که از آغاز تاریخ تا تصرف سرزمین گل به وسیله سزار، قیصر روم، را در بر می‌گیرد. از این تألیف حدود پانزده کتاب باقی مانده‌است. از چهل کتاب مذکور، کتاب‌های شماره یک تا پنج به آن دوران مقدم بر جنگ تروا (مصر، کلده، غیره) مربوط می‌شود و نیز کتاب‌های یازده تا بیست یعنی حدود ده کتاب مربوط به وقایع تاریخی سال‌های ۴۸۰ تا ۳۰۲ پ.م. است. علاوه بر این کتاب‌ها برخی قطعات دیگر نیز برای ما باقی مانده‌است. نوشته‌های او به ویژه راجع به روابط ایران و یونان و اوضاع مصر و فنیقیه در زمان تسلط پارس‌ها قابل توجه است، زیرا وی وقایع را مرتب نوشته، هر چند سنواتی را ذکر کرده مورد اعتماد نیست. در آثار او گاهی تناقض‌های آشکار دیده می‌شود اگرچه منابع او چندان مورد اگرچه منابع او چندان مورد اعتماد نیست گاه وقایعی را نقل کرده که در منابع دیگر نیامده است. آثار دیدور سیسیلی را می‌توان به شرح زیر بررسی نمود:
- پس از آنکه هرودوت به علت خصومت‌هایی که یونانیان با بربرها و از جمله با پارس‌ها داشتند، کمبوجیه را به دیوانگی و کفر متهم نمود، مورخین از این شیوه پیروی کردند و با او همصدا شدند.[۱۴۸]
- دیدور گزارش‌های خود را با افسانه‌هایی که در آثار دیگر مورخان مندرج بوده، آمیخته‌است. از جمله گزارش خیالی قصر بابلی ملکه افسانه‌ای، سمیرامیس، که دیدور احتمالاً از کتزیاس نقل کرده‌است.[۱۴۹]
- مورخین سده چهارم پ. م؛ و نیز مورخین عهد اسکند با بزرگ جلوه دادن و اغراق در شکوه و جلال دربار شاهان هخامنشی قصد داشتند آنان را افرادی راحت طلب و سست‌عنصر جلوه دهند. این مورخین از نوشته‌های کتزیاس بهره فراوانی بردند و آثار خود را با اوهام و خیالات آمیختند. بدین ترتیب، آثار دیدور نیز از این نقض خالی نیست. دیدور به پیروی از مورخین قدیم، به ویژه مورخین عهد اسکندر، از سوی کمبوجیه را به اتهام الحاد و کفر و بدرفتاری با معابد مصریان، با داریوش در تقابل و تضاد قرار می‌دهد و با این عمل به تحقیر کمبوجیه می‌پردازد و از سوی دیگر وی را با اسکندر می‌سنجد و اسکندر را فرماندهی بی بدیل و توانا معرفی می‌کند و او را با داریوش برابر می‌داند.[۱۵۰]
- دیدور در گزارش‌های خود با دیگر مورخین یونانی و مورخین دوران اسکندر همسویی دارد. این مورخین به دلیل کینه و دشمنی با ایرانی‌ها، شیوه خاص در ارائه اخبار و وقایع تاریخی این سرزمین داشته‌اند؛ که از دیدگاه یک مورخ واقعی قابل قبول نیست. از جمله اینکه دیودور به تبعیت از کتزیاس، ژوستین و الی‌ین دربارهٔ خشایارشا این‌گونه قضاوت می‌کند: «وی زندگی خود را حقیرانه تمام کرد و در تختخواب به دست پسر خویش به قتل رسید».[۱۵۱]
- هرچند گزارش‌های دیودور دربارهٔ عهد اردشیر اول و دوم ارزشمند و منحصر به فرد است، یکی از مشکلات آن تشخیص ندادن وقایع اردشیر اول و دوم و سوم است؛ به‌طوری‌که وی و سایر مورخین یونانی در این باره دچار سردرگمی شده‌اند. حتی کتزیاس نیز دربارهٔ وقایع دوران اردشیر از جهت سنوات تاریخی و ذکر اسامی دچار اشتباه شده‌است. دیدور در گزارش شورش صیدون و فنیقیه علیه اردشیر سوم از لحاظ تاریخی دچار اشتباه شده‌است.[۱۵۲]

دیدور به تاسی از روش خصمانه دیگر مورخین غرب باستان، اخبار مربوط به ایران را با نگرشی خصمانه گزارش می‌کند (هر چند ممکن است که وی به اندازه دیگر مورخین در این باره اغراق نکرده باشد). نمونه این‌گونه نگرش در ارائه اخبار گزارش نبرد اردشیر دوم با مصر و شکست ایرانیان دیده می وشد. نمونه دیگر، گزارش دیدور از شورش ساتراپ‌ها در عصر اردشیر دوم و جنگ اردشیر سوم با مصر است. هدف از انتخاب این‌گونه روش‌ها در ارائه وقایع و تفسیر آنها، بیان ضعف در ساختار امپراتوری هخامنشی است.

### دیور کاسیوس
این مورخ یونانی (۱۵۵–۲۳۵ م) در نیسته، در ایالت بی تینی متولد شد. دیون در دستگاه امپراتوری روم به کار نظامی اشتغال داشت. وی تاریخی به نام تاریخ رومی نوشته‌است که به هشتاد کتاب تقسیم شده و تاریخ روم را از آغاز تا ۲۲۹ میلادی شامل می‌شود. از این تاریخ، کتاب‌های ۳۶ تا ۶۰ مربوط به وقایع سال‌های ۶۸ پ. م تا ۴۶ م است و بخش بزرگی از آخرین کتاب‌ها و فشرده‌های کتاب‌های ۶۱ تا ۷۸ و ۱ تا ۳۵ موجود است. گزارش‌های این مورخ به ویژه دربارهٔ ارتباط اشکانیان با ارمنستان قابل توجه است.

### دیون کریزوستوم
دیون کریزوستوم یکی از فیلسوفان یونانی است که در بروز واقع در ایالت بی تی نی حدود ۳۰/۴۰ میلادی تولد یافته و در ۱۱۷ میلادی در روم درگذشته‌است. معروف است که او در برابر تراژان (ترایانوس) دربارهٔ «تکالیف یک پادشاه» سخنرانی کرده‌است. گزارشی که دیون دربارهٔ جنگ ماراتن ارائه نموده از جهت تاریخ هخامنشیان حائز اهمیت است.

### ژوستین
نام واقعی ژوستین، مورخ سده اول یا دوم میلادی، مارکوس پوستیانوس بود، احتمالاً در دورانی میان سال‌های ۱۳۸ تا ۱۶۱ میلادی، در عصر آنتونی مقدس، می‌زیست و در طی زندگی علمی خود به گردآوری مجموعه‌ای از آثار مورخان پیش از خود، از جمله پروگ پومپه، مورخ تاریخ کامل جهان، همت گماشت. در آثار ژوستین و آنچه وی از مورخین دوره‌های گذشته گردآوری نموده تناقضاتی مشاهده شده که مورد بحث و نقد مورخین معاصر قرار گرفته‌است. نوشته‌های ژوستین نیز مانند بسیاری از مورخین کلاسیک با افسانه و اساطیر دوران باستان آمیخته‌است. گروهی از منتقدین آثار تاریخی منشأ نقایص و تناقضات موجود در آثار این مورخ را در آثار پومپه، معلم و الگوی وی دانسته‌اند، حال آنکه عده‌ای دیگر، اشکالات مذکور را ناشی از طرز نگرش و جهان بینی خود وی تلقی کرده‌اند. یکی دیگر از اشکالات کتاب‌های ژوستین، بی‌توجهی وی به برخی وقایع مهم تاریخی و اشتباهات مربوط به سالشمار برخی حوادث تاریخی است. وی پاره‌ای از مسائل پیش پا افتاده را با شرح و بسط بسیار توضیح داده در حالی که برخی وقایع پراهمیت را مسکوت باقی گذاشته و آن‌ها را نادیده گرفته‌است. با این همه، از محاسن شیوه‌های این مورخ یکی آن است که وی سعی در رعایت امانت نموده و در جای جای آثار خود از پومپه و دیگر کسانی که آثارشان را مورد استفاده قرار داده، یاد کرده‌است. نکته دیگر اینکه آثار این مورخ بزرگ حاوی اطلاعات ارزشمندی دربارهٔ تاریخ دوران باستان است که طبیعتاً می‌توان اطلاعات سودمندی نیز دربارهٔ تاریخ ایران باستان از آن استخراج نمود.
ژوستین گردآورنده یک تاریخ عمومی است که در ۴۴ کتاب تنظیم شده و در آن، تواریخ فیلیپیک نوشته تروگ پرومیه را خلاصه کرده‌است. گزارش‌های ژوستین به نقل از پومیه روی هم رفته حاوی ارزش‌های قابل توجه است، هر چند روشن نیست که خود او نیز مطلبی بر این گزارش‌ها افزوده باشد یا همه آن‌ها را از تروگ پومپه اقتباس کرده باشد. برخی از گزارش‌های ژوستین که باید پس از تحلیل‌های تاریخ‌شناسی مورد استناد قرار گیرد عبارتند از: گزارش دوران کودکی کوروش، انتساب کشتن گاو آپیس و ویرانی معابد خدایان مصر به کمبوجیه، روایت کمبوجیه و فرمان قتل اسمردیس/مرگیس، ذکر نام گئومات مغ و برخی ویژگی‌های شخصیت کوروش ازجمله علاقه او به شکار، گزارش شکست جنگ سالامیس، حلوس داریوش سوم به تخت سلطنت و ماجرای جنگ اردشیر سوم با کادوسی‌ها، ورود اسکندر به ایران، گزارش برخورد داریوش سوم با اسکندر کهدر تمامی آن‌ها همان شیوه مورخین غرب باستان را به کار گرفته‌است.

### فیلون
فیلون در اصل از اهالی بیبلوس فنیقیه بود که در سده دوم میلادی می‌زیست. وی بعدها تبعه یونان شد و تألیفات خود را به زبان یونانی نوشت. از نوشته‌های او تنها بخش‌هایی به ما رسیده‌است.

### کرنلیوس نپوس
نپوس از مورخین و نویسندگان رومی است که تألیفی در شانزده جلد به نام زندگی‌نامه مردان نامی تدوین کرده‌است. زمان زندگی او را میان ۹۹ و ۲۵ پ.م. نوشته‌اند. در تألیف وی اشاراتی به تاریخ عصر هخامنشی شده‌است، اما ظاهراً نوشته‌های او به دلیل ارائه ندان گزارش‌های موثق، چندان مورد اعتماد محققین تاریخ قرار نگرفته‌است.

### کوینت کورس
این مورخ یونانی احتمالاً در سده اول میلادی می‌زیسته و شهرت او به خاطر تألیف تاریخ اسکندر است که در ده جلد تدوین نموده و دو جلد اول و دوم آن مفقود شده‌است. کوینت کورس در این تاریخ، زندگی پادشاه مقدونی را با شیوه‌ای داستانی، جذاب و با شکوه وصف می‌کند.
نوشته‌های کوینت کورس در مواردی نامفهوم است و از جمله انتقادات به تألیف او آن است که سنوات وقایع را ذکر نکرده و به‌طور کلی بیش از آنکه مورخ باشد، افسانه پرداز است. با این همه، مورخ می‌تواند از فحوای نوشته‌های او حقایقی را استخراج نماید. از جمله برخی مطالب در باب اخلاق، عادات و قوانین مقدونی‌ها گزارش کرده که برای تاریخ ایران قدیم حائز اهمیت است. به ویژه آنکه چون کوینت کورس یونانی نبود، با وجود ستایشی که از اسکندر کرده، مطالب را با صراحت بیشتر نوشته و کارهای ناپسند وی را نیز کمتر پرده پوشی کرده‌است، البته ویژگی نوشته‌های کنت-کورث نیز به گونه‌ای است که مشمول همان انتقاداتی می‌شود که به آثار دیدور سیسیلی و دیگر مورخین غربی وارد است.

### مان‌تو
مان‌تو، مورخ و دانشمند قرن سوم پ. م است و ارزش تألیف وی به خاطر گزارش‌هایی است که دربارهٔ تاریخ هخامنشی به دست می‌دهد، لیکن باید توجه داشت که این مؤلف در طول زمان دستخوش تغییرات و تحولات بسیار شده‌است. مان‌تو در اصل کاهن و مورخی مصری و معاصر بطلمیوس دوم بوده‌است و تاریخ مصر را به دستور وی به‌طور مفصل نگاشته‌است. اما همان گونه که یادآوری شد، تألیف او به سبب تحولاتی که مسیحیان و یهودیان در آن ایجاد کردند، از واقعیات دور شد. وی تاریخ مصر را به سه دوره باستان، میانه و نو تقسیم کرد. با وجود اخبار و روایات جعلی فراوان در تألیف وی، مورخ می‌تواند با استفاده از شم تاریخی خود از آن بهره‌مند گردد.

## کتیبه‌های تاریخی
ایرانیان دورهٔ هخامنشی به شکل آغازین زبان پارسی جدیدی به نام «پارسی باستان» سخن می‌گفتند که از خانواده زبان‌های هندواروپایی است. متون نوشته شده به زبان پارسی باستان به خط میخی شکلی هستند که به کلی با میخی اکدی فرق دارد. این خط در آغاز قرن نوزدهم شناسایی و رمزگشایی شد. پیشرفت بزرگ در این زمینه مرهون کوشش‌های هنری راولینسون است که توانست با دشواری زیاد سنگنبشتهٔ بسیار طولانی‌ای را که بر تخته سنگ عظیم و بلندی بر جادهٔ اصلی اکباتان (همدان امروزی) در بیستون حک شده‌است، بخواند. این سنگنبشته پارسی باستان متنی همراه با نقش برجسته است و به داریوش یکم تعلق دارد و شرح جزئیات حوادث مربوط به جلوس او بر تخت پادشاهی را در اختیار ما قرار می‌دهد. البته کتیبهٔ بیستون یک استثنا است: مطالب نوشته شده به زبان پارسی باستان عمدتاً به سنگنبشته‌های یادمانی محدود می‌شوند و بیشتر به قدرت تغییرناپذیر شاهنشاهی ایران اشاره دارند و بنابراین، دربارهٔ امپراتوری هخامنشی که پژوهندگان اصولاً امیدوار به شناسایی آن از این طریق هستند اطلاعات اندکی در اختیار می‌گذارند؛ رویدادهای سیاسی، تغییرات تاریخی و ساختارهای اداری (به استثنای بیستون) در آن‌ها گزارش نشده‌اند. این محدودیت متنون پارسی باستان با این واقعیت ارتباط دارد که خط پارسی باستان احتمالاً اختراعی بوده که به فرمان خانوادهٔ سلطنتی صورت گرفته و هدف از آن این بوده که بیننده را تحت تأثیر قرار دهد و خط یگانه‌ای برای زبان پارسی فراهم شود که جلوه‌ای از شاهنشاهی ایران باشد، ولی این خط در خارج از عرصهٔ رسمی کاربردی نداشته‌است. همهٔ کتیبه‌ها بر ساختمان‌ها و صخره‌ها (به استثنای سنگنبشته خشایارشا که مشرف به دریاچهٔ وان در شرق ترکیه است)، یا اشیای قابل حمل کوچک و احتمالاً متعلق به دربار (ظروف سنگی، ظروف فلزی و مهرها) نقش شده‌اند. یکی دیگر از جنبه‌های جالب سنگنبشته‌های پارسی باستان این است که آن‌ها همیشه با روایت‌هایی از سایر زبان‌ها - معمولاً عیلامی و اکدی بابلی (و گاه هیروگلیف مصری) - همراه است.
اولین حرف نشان دهنده نام پادشاهی است که به دستورش متن حک شده‌است:
| پادشاه     | اختصار | پادشاه     | اختصار |
| ---------- | ------ | ---------- | ------ |
| اردشیر اول | A1     | کوروش      | C      |
| اردشیر دوم | A2     | داریوش اول | D      |
| اردشیر سوم | A3     | داریوش دوم | D2     |
| اریامنه    | Am     | ارشامه     | As     |
| خشایارشا   | X      |            |        |

دومین حرف نشان دهنده مکان کشف کتیبه باستانی است:
| نام مکان  | اختصار | نام مکان             | اختصار |
| --------- | ------ | -------------------- | ------ |
| تخت جمشید | P      | الوند                | E      |
| شوش       | S      | همدان                | H      |
| وان       | V      | پاسارگاد (مراغه)     | M      |
| سوئز      | Z      | نقش رستم             | N      |
| بیستون    | B      | بابل (استوانه کوروش) | B      |

برای اشیاء این حروف به کار می‌رود:
| نام شیء | اختصار | نام شیء | اختصار |
| ------- | ------ | ------- | ------ |
| مهر     | SC     | ظرف     | VS     |
| وزنه    | W      |         |        |

### رویدادنامه‌های بابل

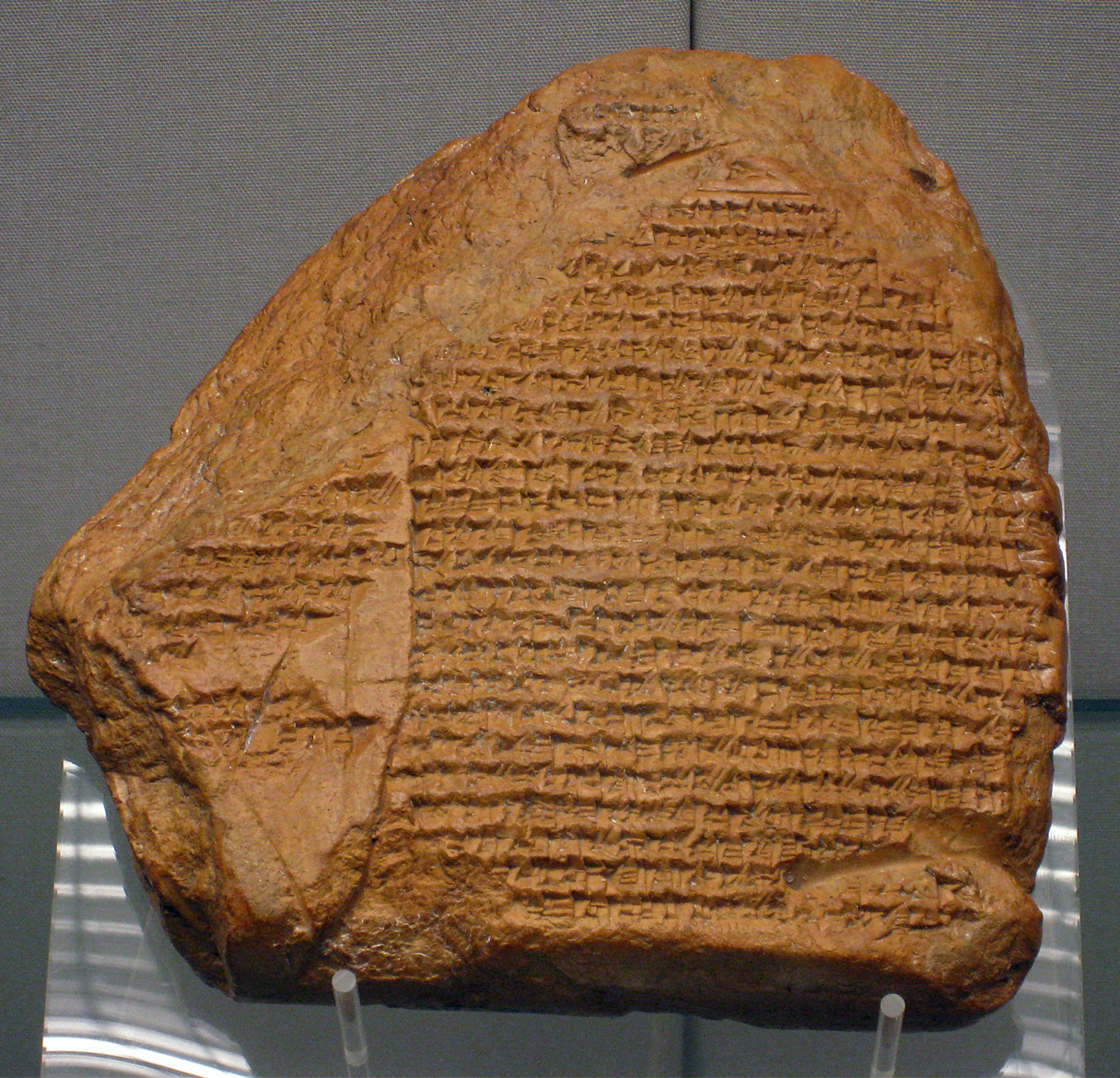
رویدادنامه نبونئید

در چند مورد، رویدادنامه‌های بابل اطلاعات سودمندی دربارهٔ تاریخ سیاسی در ایران به دست می‌دهند. این رویدادنامه‌ها، که در ارتباط نزدیک با یکدیگر هستند، از فرمانروایی نبو-ناصیر (۷۴۷–۷۳۴ پیش از میلاد) آغاز می‌شوند و تا دوره حکومت سلوکوس دوم (۲۴۵–۲۲۶ پیش از میلاد) ادامه می‌یابند. رویدادنامه‌ها موسوم به نبوپولاسار (که با نام رویدادنامه گاد نیز شناخته می‌شود) دورهٔ میان سال‌های دهم تا هفدهم فرمانروایی نبوپولاسار (۶۱۶–۶۰۹ پیش از میلاد) را پوشش می‌دهد. به ویژه، سقوط آشور به دست ارتش‌های ماد و بابل در آن توصیف شده‌است. به گفته این نوشته، در ۶۱۴ پ.م. مادها به فرمانروایی هوخشتره شاه، استان آشوری آراپخا را تسخیر کردند و سپس به سوی نینوا گام برداشتند و شهر را محاصره کردند. آن‌ها موفق نشدند نینوا را تصرف کنند، ولی در پاییز همان سال آشور، پایتخت شاهنشاهی آشوریان، را محاصره و سپس به تصرف خود درآوردند. نبوپولاسار و هوخشتره همدیگر را در آشور ملاقات کردند و پیمان اتحاد بستند (خط‌های ۲۴–۳۰). نوشته سپس در متنی که امروزه اندکی از آن باقی‌مانده به محاصره نینوا توسط ارتش‌های بابل و ماد می‌پردازد. پس از سه ماه، در ۶۱۲ پ.م. نینوا به تصرف در می‌آید و هوخشتره به خانه بازمی‌گردد (خط‌های ۳۸–۵۲).
رویدادنامهٔ نبونعید (یا رویدادنامهٔ نبونعید و کوروش) از رویدادهای آغازین به تخت نشستن نبونید در ۵۵۶ پ.م. شروع می‌شود و اندک زمانی پس از فتح بابل توسط پارسیان در ۵۳۹ پ.م. به پایان می‌رسد. حداقل بخشی از این رویدادنامه در دوران کوروش نگاشته شده‌است، چرا که لحنش نسبت به نبونید پرخاشگرانه می‌شود. این متن همچنین از جنگی میان آستیاگ، شاه ماد، و کوروش و تسخیر هگمتانه، پایتخت ماد، توسط ارتش پارسیان در ششمین سال تاج‌گذاری نبونید، یعنی ۵۵۰ پ.م. سخن به زبان می‌آورد (خط های۱–۴). همین رویدادنامه در متنی پاره‌پاره از کارزار کوروش در نهمین سال تاج‌گذاری (۵۴۷ پ. م) یاد می‌کند، که به گمانی ضد لیدیه بوده‌است و به تصرف درآوردن پایتخت آنان ساردیس (این نام در متن اصلی به صورت پاره‌ای باقی‌مانده و بازنویسی آن دقیق و قطعی نیست، نگاه کنید به خط‌های ۱۵–۱۸). این رویدادنامه همچنین عنوان می‌کند که در هفتمین سال تاج‌گذاری نبونید (۵۳۹ پ. م)، پارسیان شکستی را بر بابلی‌ها در شهر اوپیس متحمل کردند، سیپار را تصرف، و سپس بابل را بی درگیری فتح کردند و نبونید را به اسارت گرفتند (خط‌های ۵–۱۵). رویدادنامه ادامه می‌دهد که وقفه‌ای در آداب معبدهای بابل پدید نیامد و هنگامی که کوروش وارد بابل شد به همه ساکنان شهر خوشامد گفت. گئوبروه، فرماندار کوروش، افسران محله‌ها را تعیین کرد و اندک‌زمانی پس از آن درگذشت. در واپسین هنگامه‌های پایان سال ۵۳۹ پ.م. «همسر شاه» (به ظاهر کاساندان، همسر کوروش، منظور بوده‌است) می‌میرد، و برای یک هفته در بابل عزای عمومی اعلام می‌شود (خط‌های ۱۶–۲۳). در پایان، پاراگرافی از متن که آسیب زیادی دیده، حاوی گزارشی از کمبوجیه پسر کوروش است که در مراسمی که برای او به مناسبت جشن سال نو در ۲۷ مارس سال ۵۳۸ پیش از میلاد برگزار شده بود، شرکت کرد (خط‌های ۲۴–۲۸). کمبوجیه در سال ۵۳۸ پیش از میلاد توسط پدرش به عنوان شاه بابل گماشته شد و تلاش کرد تا منصب خود را مشروع جلوه دهد، به گونه‌ای که فرمانروایی خود را از دستان خدای اعظم مردوک در معبدش در اساگیلا دریافت کرد.
دو رویدادنامه از دوره هخامنشیان بر جای مانده‌اند. یکی از آن‌ها تکه‌پاره‌ای در وضعیت بسیار آسیب‌دیده‌است که در آن، به احتمال فراوان، شاه پارسی خشایارشای یکم (۴۸۵–۴۶۵ پ. م) یاد شده‌است. دومین رویدادنامه حاوی اطلاعات زندانیان از شهر شورشی فینیقی صیدون است که در چهاردهمین سال تاج‌گذاری اردشیر سوم (۳۴۵ پ. م) به بابل و شوش برده شده‌اند. او در متن با نام «اوماسو» خوانده شده‌است.

### کتیبه بیستون

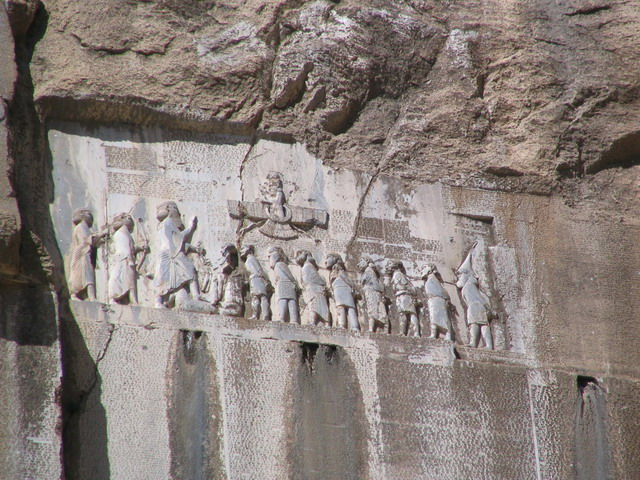
کتیبه بیستون

کتیبه ۲۲ متر درازا و ۸ر۷ متر پهنا، و نقش سنگی ۳ متر پهنا و ۴۸ر۵ متر درازا دارد. کتیبه به سه زبان فارسی باستان، عیلامی و بابلی است. متن اول عیلامی در سمت راست نقش، متن بابلی در سمت چپ نقش، متن دوم عیلامی زیر متن بابلی، و متن فارسی باستان زیرنقش و زیر متن اول عیلامی است. متن‌های عیلامی جمعاً در هفت ستون و روی‌هم‌رفته در ۵۸۲ سطر، متن بابلی در یک ستون و جمعاً در ۱۱۲ سطر و متن فارسی باستان در پنج ستون، ۴۱۴ سطر و با ۶۰۰، ۳ واژه نوشته شده‌است. درازای ستون متن فارسی باستان ۴ متر و پهنای آن ۲ متر، اندازهٔ حروف ۳۲ و فاصلهٔ سطرهای متن ۴۲ میلی‌متر است.

### سه کتیبه از کوروش
این ۳ کتیبه تنها به زبان فارسی باستان، ایلامی و اکدی است که از دشت مرغاب به دست آمده و بخش‌هایی از آن آسیب دیده‌است.

### کتیبه تخت جمشید
هفت کتیبه از داریوش در تخت جمشید به جای مانده که برخی از آن‌ها کتیبه‌های DPa, DPb, DPc, DPf, DPg, DPi کوچک هستند و به معرفی داریوش و سلسله نسب او می‌پردازند. کتیبه‌های دیگر عبارتند از:
1. کتیبه DPd: تنها به فارسی باستان بر روی دیوار جنوبی کاخ قرار دارد و شامل مطالبی از قبیل ستایش اهورامزدا، وصف سرزمین پارس و نیایش است.[۱۷۴]
2. کتیبه DPe: تنها به زبان فارسی باستان بر روی دیوار جنوبی کاخ قرار دارد و مشتمل بر معرفی داریوش، مملکت‌هایی که خراج‌گزار او بودند، پند و اندرز به فرمانروایان آینده و در پایان، نیایش است.[۱۷۵]
3. کتیبه DPh: این کتیبه سه زبانه است و بر روی دو لوحه از طلا و نقره حک شده‌است. متن فارسی باستان آن در ده سطر، به تصرف سرزمین سکاها اشاره می‌کند.[۱۷۶]

از خشایارشا ۱۲ کتیبه به شرح زیر در تخت جمشید موجود است:
1. کتیبه XPa: این کتیبه سه زبانه (فارسی باستان، ایلامی و اکدی) است. متن فارسی باستان آن حاوی ۲۰ سطر شامل بر ستایش اهورامزدا، معرفی خشایارشا، شرح بنای دهلیزی در تخت جمشید و بناهای دیگر و در پایان دعا به درگاه اهورامزدا است.[۱۷۷]
2. کتیبه XPb: این کتیبه تنها به زبان فارسی باستان و حاوی ۳۰ سطر است و مشتمل بر ستایش اهورامزدا، معرفی خشایارشا، شرح بنای ساختمانی در تخت جمشید و بناهای دیگر و در پایان دعا به درگاه اهورامزدا است.[۱۷۸]
3. کتیبه XPc: این کتیبه سه زبانه (فارسی باستان، عیلامی، اکدی) بر روی ستون عمودی غربی رواق کاخ داریوش قرار دارد. متن فارسی باستان آن حاوی پانزده سطر و شامل بر ستایش اهورامزدا، معرفی خشایارشا، شرح بنای کاخی در تخت جمشید به فرمان داریوش، پدر خشایارشا و در پایان دعا به درگاه اهورامزدا است. ت.[۱۷۹]
4. کتیبه XPd: این کتیبه سه زبانه (فارسی باستان، عیلامی، اکدی) است. متن فارسی باستان حاوی نوزده سطح در سالن کاخ خشایارشا قرار دارد و مشتمل بر ستایش اهورامزدا، معرفی خشایارشا، شرخ بنای کاخی به وسیله خشایارشا و در پایان دعا به درگاه اهورامزدا است.[۱۸۰]
5. کتیبه XPf: این کتیبه دو زبانه (فارسی باستان و اکدی) است و متن فارسی باستان آن حاوی ۴۸ سطر و مشتمل بر ستایش اهورامزدا، معرفی خشایارشا، ذکری از داریوش پدر خشایارشا و گشتاسب، جد وی و یادآوری اینکه داریوش در میان فرزندانش، خشایارشا را به عنوان شاه برگزیده است و در پایان دعا به درگاه اهورامزدا است.[۱۸۱]
6. کتیبه XPh: این کتیبه سه زبانه (فارسی باستان، عیلامی، اکدی) است. متن فارسی باستان آن حاوی شصت سطر است و از جهت روشن شدن سیاست‌های دینی خشایارشا و رفتار او از جهت اهمیت فراوان است. کتیبه مذکور مشتمل بر ستایش اهورامزدا، معرفی کشورها، فهرست کشورهای زیر فرمان او، شرح سرکوب شورش‌ها در این کشورها، شرح ویران کردن معبدهای خدایان آن‌ها (دیودان‌ها) و اصلاح کارهای نادرستی که در آن مکان‌ها انجام می‌شد و در پایان اندرز و دعا به درگاه اهورامزدا است.[۱۸۲]
7. کتیبه XPi: این کتیبه دوزبانه (فارسی باستان و عیلامی) بر روی دستگیره در حرمسرای شاه، از سنگ لاجورد مصنوعی، نوشته شده و از یکی از کتیبه‌های داریوش یکم در نقش رستم تقلید شده‌است.[۱۸۳]
8. بقیه کتیبه‌های خشایارشا بسیار کوتاهند و معمولاً به معرفی شاه یا یادبود بنای کاخ یا ساختمانی می‌پردازند.[۱۸۴]

از اردشیر اول یک کتیبه برجای مانده‌است:
1. کتیبه A1P: کتیبه اردشیر در تخت جمشید که به دو زبان فارسی باستان و اکدی است، متن فارسی باستان آن یازده سطر است و مشتمل بر ستایش اهورامزدا، معرفی شاه، شرح بنایی که خشایارشا آغاز کرده بود و به وسیله اردشیر به پایان رسید.[۱۸۵]

### کتیبه نقش رستم
در نقش رستم در واقع در شمال تخت جمشید، از داریوش چند کتیبه کوچک در معرفی درباریان خود و مردان سرزمین‌های دیگر و دو کتیبه بزرگ باقی مانده‌است:
- کتیبه DNa: این کتیبه ۳ زبانه (فارسی باستان، ایلامی، اکدی) در پشت نقش رستم داریوش قرار دارد و متن فارسی باستان آن حاوی شصت سطر و مشتمل بر ستایش اهورامزدا، معرفی داریوش، فهرست سرزمین‌های خراج‌گزار ایران، سرکوب شورش‌ها، نیایش به درگاه اهورامزدا و دعا برای خود و خانواده خود و اندرز به فرمانروایان آینده است.[۱۸۶]
- کتیبه DNb: این کتیبه ۳ زبانه (فارسی باستان، ایلامی، اکدی) است. متن فارسی باستان آن حاوی شصت سطر و مشتمل بر ستایش اهورامزدا، معرفی داریوش، شیوه فرمانروایی، ویژگی هنرها و فضایل او و در پایان اندرز به دیگران است.[۱۸۷]

### کتیبه‌های شوش

کتیبه داریوش در شوش

در شوش ۱۹ کتیبه از داریوش باقی مانده‌است که مهم‌ترین آن‌ها عبارتند از:
1. کتیبه DSe: این کتیبه ۳ زبانه (فارسی باستان، ایلامی، اکدی) است. متن فارسی باستان آن حاوی ۵۲ سطر و مشتمل بر ستایش اهورامزدا، معرفی داریوش، فهرست کشورهای خراجگزار، شیوه حکومت و شرح بعضی فعالیت‌های داریوش از جمله اعاده نظم به امپراتوری و سرانجام، دعا به داریوش است.[۱۸۸]
2. کتیبه DSf: این کتیبه ۳ زبانه (فارسی باستان، ایلامی و اکدی) است متن فارسی باستان آن حاوی ۵۸ سطر بر روی الواح گلی و مرمری و نیز بر روی کاشی‌های لعاب دار نگاشته شده‌است و مشتمل بر ستایش اهورامزدا، معرفی داریوش، شکرگزاری به درگاه اهورامزدا به خاطر اعطای پادشاهی اش، دربارهٔ ساختمان و مصالح به کار رفته در کاخ شوش، دعا به خود و پدر و کشورش است.[۱۸۹]
3. کتیبه‌های دیگر بسیار کوچک هستند و غالباً به معرفی داریوش یا به عنوان یادبود بنایی نگاشته شده‌است.[۱۹۰]

سه کتیبه یادبود از خشایارشا در شوش بدست آمده‌است.

### کتیبه‌های سوئز در مصر
در منطقه سوئز در مصر سه کتیبه از داریوش اول کشف شده که دو تای آن‌ها عبارتند از:
1. کتیبه DZc: این کتیبه سه زبانه (فارسی باستان، عیلامی، و اکدی) است. متن فارسی باستان آن حاوی ۱۲ سطر بر روی یک ستون گرانیت به فاصله ۳۳ کیلومتری سوئز قرار دارد و مشتمل بر ستایش اهورامزدا، معرفی داریوش، فرمان حفر کانال سوئز که نیل را به دریای احمر می‌پیوندد و فتح مصر است. در طرف دیگر ستون، کتیبه‌ای بلندتر به خط هیروگلیف مصری قرار دارد که احتمالاً شرح کامل گشایش کانال در آن نگاشته شده‌است.[۱۹۲]

### کتیبه الوند

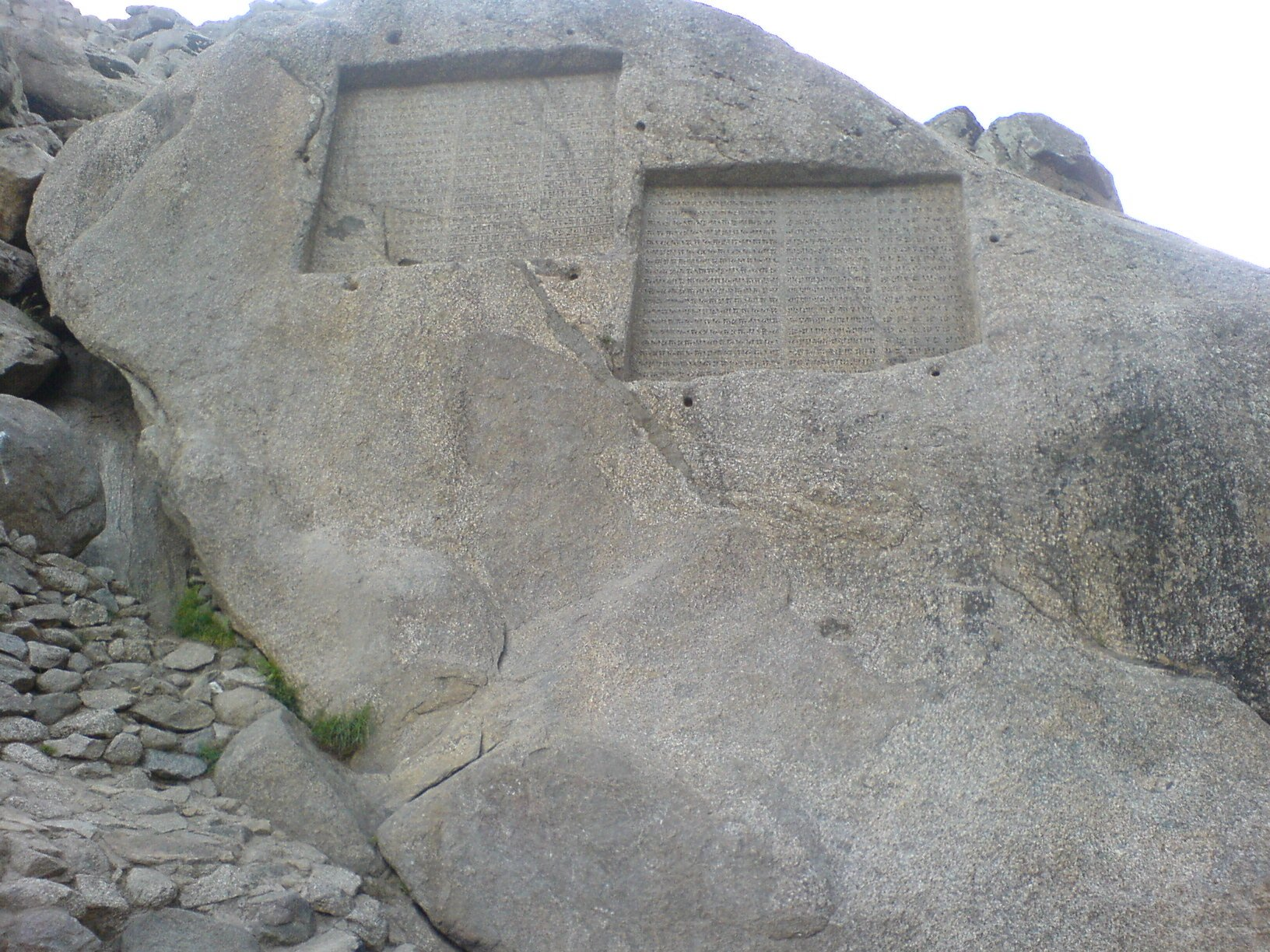
کتیبه‌های حکاکی شده در کوه الوند

1. کتیبه DS: این کتیبه ۳ زبانه (فارسی باستان، عیلامی، اکدی) بر کوه الوند در جنوب غربی همدان واقع شده و متن فارسی باستان آن حاوی بیست سطر و مشتمل بر ستایش اهورامزدا، معرفی داریوش است. این کتیبه احتمالاً به فرمان خشایارشا نگاشته شده‌است.[۱۹۳]
2. کتیبه XS: کتیبه‌ای از خشایارشا به ۳ زبان (فارسی باستان، عیلامی، اکدی) باقی مانده‌است؛ که متن فارسی باستان آن شامل بیست سطر است و در سمت راست کتیبه داریوش قرار دارد و شامل ستایش اهورامزدا و معرفی خشایارشا می‌باشد.[۱۹۴]

### کتیبه همدان
1. کتیبه DH:این کتیبه ۳ زبانه (فارسی باستان، عیلامی و اکدی) بر روی الواحی زرین و سیمین نگاشته شده و مشتمل بر معرفی داریوش و کشورهای تحت فرمانروایی اوست.[۱۹۵]
2. کتیبه AmH: این کتیبه ناقص که شامل ده سطر است، بر روی لوحه‌های زرین نوشته شده‌است و در همدان کشف شده‌است و در آن از نسب شاه، سرزمین پارس، مردم و اسب‌های نیکوی آن و اینکه اهورامزدا آن سرزمین را به او بخشیده‌است و طلب یاری از او سخن به میان آورده‌است.[۱۹۶]
3. کتیبه AsH: این کتیبه تنها به زبان فارسی باستان و شامل چهارده سطر است که بر روی لوحه طلا نوشته شده و در همدان کشف شده‌است. در این کتیبه پس از معرفی شاه و نسب او، اهورامزدا ستایش و از او طلب یاری و حمایت شده‌است.[۱۹۷]
4. کتیبه XH: یک جام نقره‌ای در همدان به دست آمده که کتیبه‌ای بر روی آن حک شده بدین مضمون که این جام در خانه خشایارشا ساخته شده‌است.[۱۹۸]

### کتیبه وان

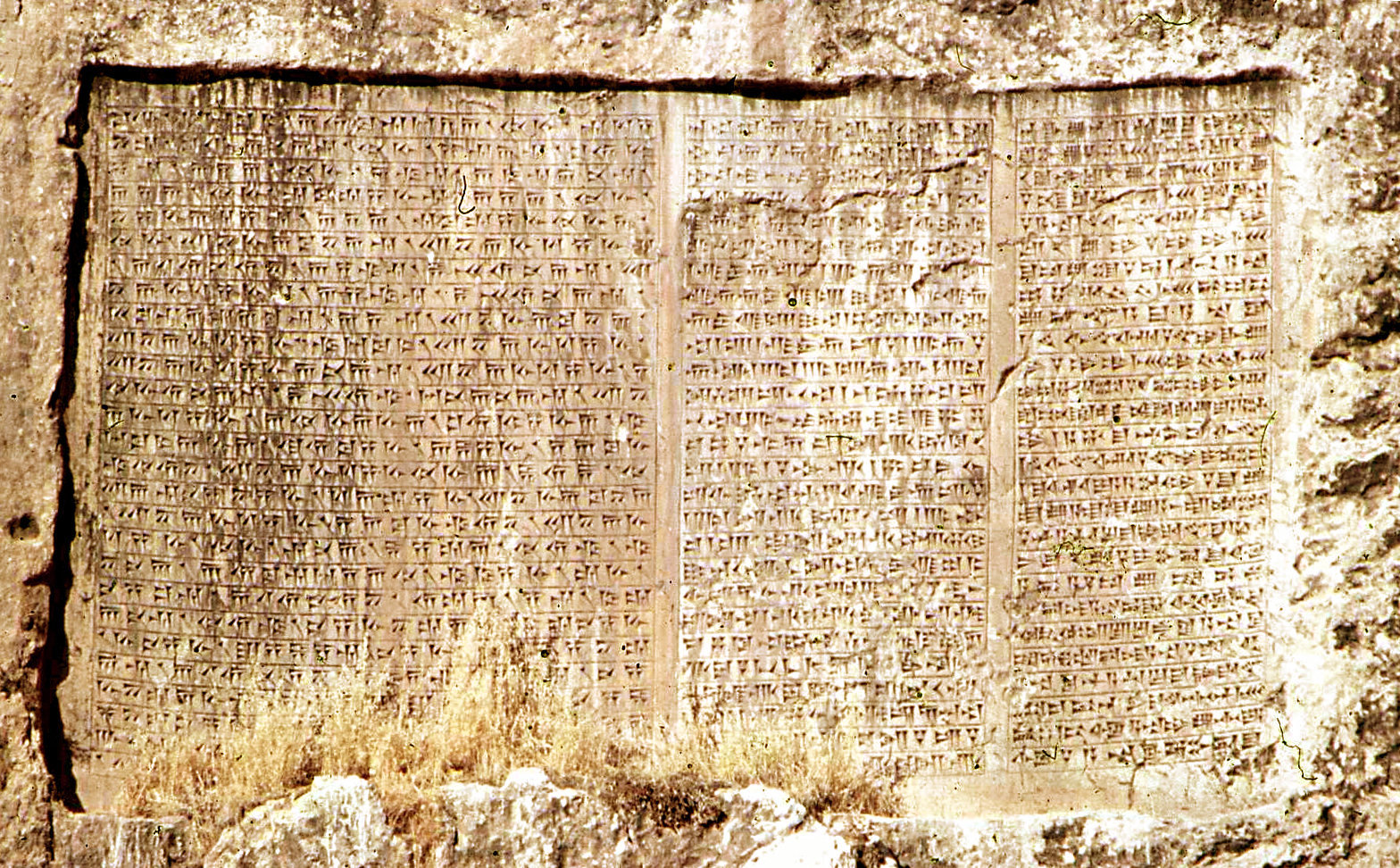
کتیبه سه زبانه خشایارشا در وان

بر دیوار قلعه‌ای در وان کتیبه‌ای سه زبانه (فارسی باستان، عیلامی، اکدی) موجود است که متن فارسی باستان آن بیست و هفت سطر و شامل ستایش اهورامزدا، معرفی شاه و ذکر ساختمانی است که به فرمان داریوش بنا شده، و خشایارشا کتیبه‌ای به رسم یادبود بر آن نگاشته‌است. پایان آن با دعا خاتمه می‌یابد.

### کتیبه جزیره خارک
سنگ‌نبشته هخامنشی در جزیره خارک در سال ۱۳۸۶ در پی احداث جاده‌ای در جزیره خارک کشف شده‌است که به خط میخی ایران باستان و با طول و عرض تقریبی یک متر می‌باشد که بر روی سنگی مرجانی نوشته شده‌است. طبق تاریخ‌گذاری این کتیبه، قدمت آن به ۲۴۰۰ سال پیش و زمان هخامنشیان بازمی‌گردد.

### استوانه کوروش

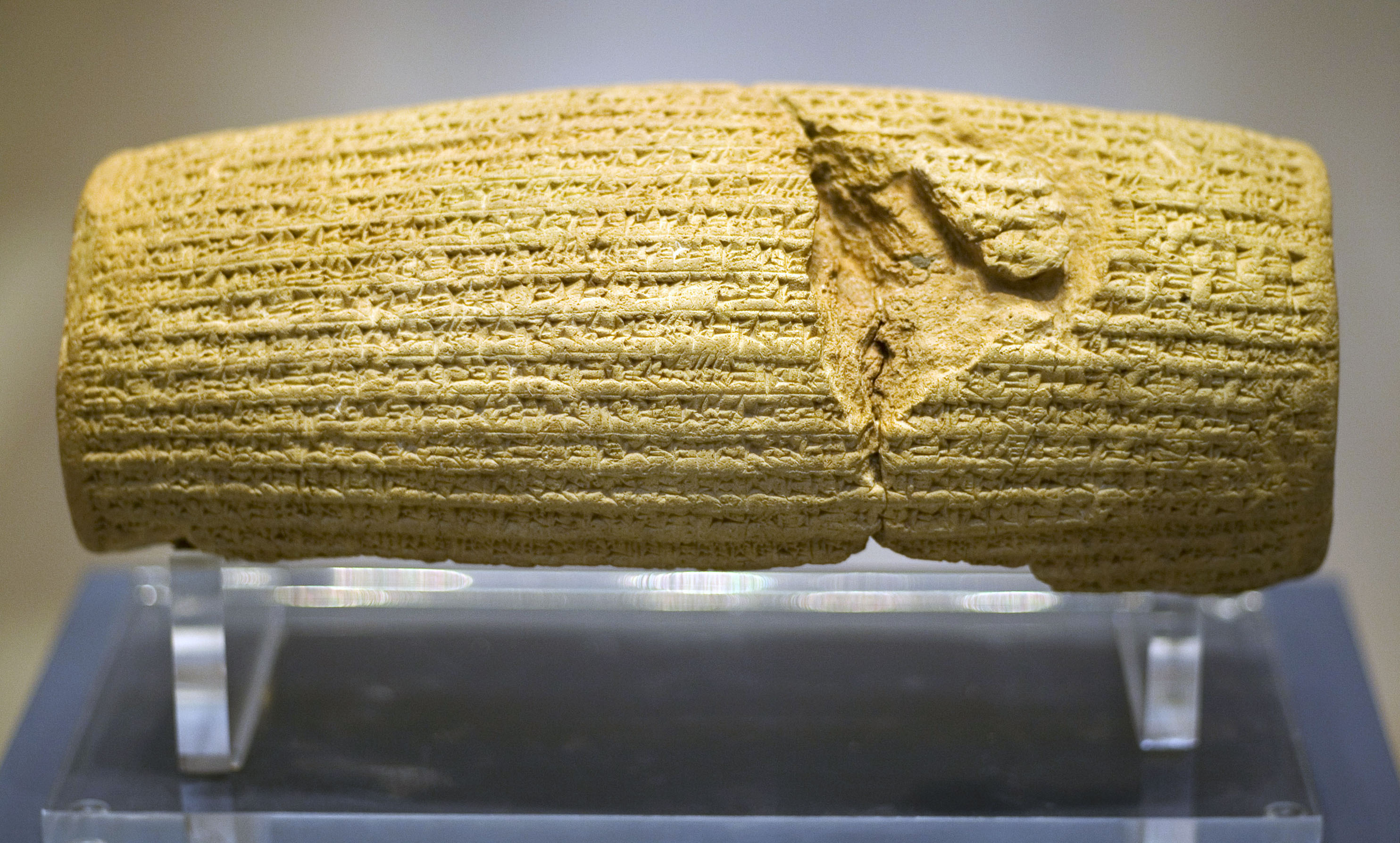
استوانه کوروش بزرگ

استوانه کوروش، استوانه ناقص از جنس خاک رس است که با ۳۵ خط حکاکی شده به زبان آکدی توسط هرمزد رسام در حفاری منطقه معبد مردوک در سال ۱۸۷۹ در بابل کشف گردید. تکه دوم که شامل خط‌های ۳۶ تا ۴۵ می‌شود، در کلکسیون بابلی دانشگاه ییل توسط برگر پیدا شد. حکاکی کلی گرچه در آخر ناکامل ماند، شامل ۴۵ خط شد که سه سطر اول تقریباً به‌طور کامل شکسته‌اند (قابل خواندن نیستند).
متن حاوی روایتی از فتح بابل توسط کورش در ۵۳۹ پ.م. است و با گفتاری از مردوخ ایزد بابلی در مورد جنایت‌های نبونعید، آخرین پادشاه کلدانی، آغاز می‌شود (سطرهای ۴–۸). در ادامه روایتی از جستجوی مردوخ برای یافتن پادشاه شایسته، انتساب کورش به حکمرانی تمام جهان، و عاملیت او در فتح بابل بدون جنگ آورده می‌شود (سطرهای ۹–۱۹). سپس کورش، با لحن اول شخص، القاب و نسب خود را برمی‌شمرد (سطرهای ۲۰–۲۲) و اعلام می‌کند که صلح کشور را تضمین کرده (سطرهای ۲۲–۲۶) که به موجب آن او و پسرش کمبوجیه مشمول رحمت مردوخ شده‌اند (سطرهای ۲۶–۳۰). او بازسازی معبد، که در دوران زمامداری نبونعید به فراموشی سپرده شده بود، و اجازه‌اش به تبعیدشدگان مبنی بر بازگشت به میهن‌شان را توصیف می‌کند (سطرهای ۳۰–۳۶). در پایان پادشاه بازسازی دفاع شهر بابل را توصیف کرده (سطرهای ۳۶–۴۳) و گزارش می‌کند که به هنگام بازسازی کتیبه‌ای از آشوربانیپال را دید. (سطرهای ۴۳–۴۵)
در حقیقت متن توسط کاهنان مردوخ با تقلیدی از متون کهن نئو-آشوری، به ویژه کتیبه‌های آشوربانیپال نوشته‌شده در بابل، نوشته‌شده‌است؛ بنابراین، استوانه ساختی به شیوه معمول کتیبه‌های میانرودان دارد و به‌عنوان پی دیوارهای بابل برای یادبود بازسازی‌های کورش در آنجا گذاشته‌شده‌است.

### کتیبه‌های دیگر

لوح آشوری کشف شده در شهر حصن کیفا استان باتمان ترکیه و ذکر نام هووخشتره ماد به عنوان پادشاه به صورت اوبَکیستِری شَر مَتَیَه

لوحهٔ برنزی با نوشته‌ای از شاه اَبدَدانَ که پیش از ۱۹۳۰ میلادی توسط ارنست هرتسفلد در همدان کشف شد و اکنون در موزهٔ متروپولیتن نیویورک نگهداری می‌شود.

کتیبه‌های کوچک دیگری از شاه‌های هخامنشی از جمله داریوش دوم در شوش، اردشیر دوم در شوش و همدان، اردشیر دوم یا سوم در تخت جمشید باقی مانده‌است که غالباً تقلیدی از کتیبه‌های شاه‌های پیشین است.

## مورخ بابلی
بروص از منجمین اهل بابل بود که در میان سال‌های ۳۵۰ تا ۳۴۰ پ.م. متولد شد و معاصر اسکندر مقدونی بود. وی در زمره کاهنان معبد مردوک به‌شمار می‌رفت و زمانی ریاست مکتب نجوم را در جزیره یونانی کرس به عهده داشت. تاریخ بابل را برای فرمانروایان تازه بابل یعنی یونانیان مقدونی نوشت و در این کار از بایگانی اسناد بابلی و اسناد سلطنتی سومر و اساطیر و افسانه‌های بابلی استفاده کرد. تألیف او به نام خالدایکا که شامل سه بخش اساطیر و افسانه‌های بابلی، اساطیر و تاریخ بابل تا وفات اسکندر بوده‌است به‌طور مستقیم در دسترس نیست، بلکه از طریق روایت ارمنی قرون وسطایی تاریخی «یوسوی» قیصرانی، مؤلف سده چهارم میلادی و نیز به وسیله ترجمه سریانی آن به وسیله مارمیخائیل روایت شده‌است. همچنین، یوسف فلاویوس و آفریکانوس نیز از وی نقل قول‌های نموده‌اند. هر چند اشتباهات فراوانی از طریق این نقل قول‌ها روی داده‌است، بخشی از کتاب وی از جهت بازشناسی تاریخ ماد و هخامنشی حائز اهمیت است. وی نقل می‌کند که پس از سقوط آشور، آستیاگ دخترش را به نبوکدنصر داد. هر چند این روایت از لحاظ تاریخی قابل اعتماد نیست، گزارش‌هایی که وی دربارهٔ نوآوری‌های اردشیر دوم راجع به پرستش میترا و آناهیتا می‌دهد حائز اهمیت است.

## اسناد رسمی در بابل و مصر
هیچ سند مکتوبی به زبان فارسی باستان یا دیگر زبان‌های ایرانی باستان تا به حال کشف نگردیده‌است. به نظر، در پارس و ماد، هیچ معامله‌ای به صورت سند مکتوب نگشته، گرچه پارسی‌ها و دیگر ایرانی‌های ساکن بابل، به صورت فعالانه در تجارت شرکت می‌جستند و به دنبال قاعده سنتی بابلی، قباله‌های متفاوتی با افراد بومی ثبت می‌کردند. اسناد املاک‌داری پادشاهی در پارس اکثراً به زبان ایلامی و اقلاً به زبان آرامی مکتوب می‌شد.